# Kīlauea
Vous lisez un « article de qualité » labellisé en 2012.
Pour les articles homonymes, voir Kīlauea (homonymie).
Le Kīlauea ou Kilauea est un volcan situé dans le sud-est de l'île d'Hawaï, elle-même située dans le sud-est de l'archipel d'Hawaï aux États-Unis. Ce volcan bouclier s'est construit au pied du Mauna Loa voisin et culmine à 1 246,2 mètres d'altitude, ce qui en fait l'un des plus imposants du monde si on tient compte de l'empilement total de ses coulées de lave. De son sommet couronné par une caldeira de cinq kilomètres de longueur s'égrènent dans deux directions de nombreux cratères, cônes et fissures volcaniques sur plusieurs dizaines de kilomètres de longueur. Le Kīlauea est l'un des volcans les plus actifs au monde, avec 52 éruptions au XXe siècle, dont celle du Puʻu ʻŌʻō ayant duré 35 ans, de 1983 à 2018. Ces éruptions qui ont défini le type éruptif hawaïen sont marquées par une lave d'une grande fluidité issue du point chaud d'Hawaï et qui a donné naissance aux autres volcans de l'archipel. Basaltique, avec une faible teneur en silice, ce qui permet son dégazage sans explosions, la lave émise par le Kīlauea forme généralement des fontaines, des lacs et des coulées de lave. D'autres formations comme les cheveux et les larmes de Pélé ou encore le limu o Pele sont fréquentes sur le Kīlauea mais rares voire inexistantes sur d'autres volcans. Les coulées de lave recouvrent de grandes étendues et morcellent la végétation, une forêt tropicale humide à l'est et une formation végétale broussailleuse plus sèche et plus clairsemée à l'ouest. Ce remodelage quasi permanent du paysage associé aux croyances ancestrales ainsi qu'à la faible implantation humaine de cette partie de l'archipel d'Hawaï n'ont ainsi pas contribué au développement des zones habitées. Ces dernières se concentrent sur le littoral pacifique au nord-est avec toutefois un alignement de petites localités depuis cette côte jusqu'au sommet.
Pour les Hawaïens, le Kīlauea est la demeure de Pélé, déesse hawaïenne des volcans et du feu. C'est elle qui déclenche les séismes en frappant le sol avec son pied et provoque les éruptions en utilisant son Paʻoa, un bâton magique. Divinité parmi les plus importantes de la mythologie hawaïenne, elle faisait l'objet d'un important culte au sommet du volcan, culte qui se perpétue encore aujourd'hui avec quelques offrandes et danses en son honneur. Cet héritage culturel, géologique et environnemental du Kīlauea est protégé par plusieurs réserves naturelles ainsi que par le parc national des volcans d'Hawaï, l'un des plus fréquentés des États-Unis, qui couvre aussi le Mauna Loa. Le volcan fait l'objet d'une surveillance et d'études depuis la création de l'observatoire volcanologique d'Hawaï en 1912. Installé sur le rebord de la caldeira, l'organisme emploie de nombreux scientifiques et dispose d'une panoplie d'instruments de mesure qui font progresser la recherche volcanologique.

## Toponymie
Kīlauea est un toponyme hawaïen pouvant s'écrire ou non avec le macron kahakō « ¯ » indiquant un allongement du son de la voyelle « i ». Ce toponyme désigne à l'origine, pour les Hawaïens, uniquement le sommet du volcan mais pas de manière spécifique la caldeira qui n'a pas de nom propre. Depuis, son usage s'est étendu à l'ensemble de l'édifice volcanique sous l'impulsion des scientifiques. Ce terme signifie littéralement en français « crachant », « vomissant » en référence à ses éruptions volcaniques et ses coulées de lave fluides,.
Les synonymes Ellis Crater, du nom de William Ellis, Kirauea,, Lahainaluna et Lua Pele o Kilauea, qui signifie en français « cratère du Kilauea », sont considérés comme des variantes mais sont très peu utilisées.

## Géographie

### Localisation

Carte de localisation du Kīlauea par rapport aux autres volcans de l'île d'Hawaï.

Le Kīlauea est situé aux États-Unis, dans le centre de l'océan Pacifique et de l'Océanie, dans le Nord de la Polynésie. Il se trouve dans le Sud-Est de l'archipel d'Hawaï et de l'île du même nom, entre l'océan Pacifique au sud et le Mauna Loa au nord-ouest.
Administrativement, il fait partie du comté d'Hawaï dans l'État américain d'Hawaï et s'étend sur le district de Kaʻū pour son sommet et son flanc occidental ainsi que le district de Puna pour son flanc oriental. La majorité du volcan, notamment son sommet, son flanc occidental et une partie de son flanc oriental, est incluse dans le parc national des volcans d'Hawaï. D'autres aires protégées comme la réserve naturelle nationale de Kahaualeʻa et les réserves forestières d'État d'Olaʻa, de Nanawale, de Malama Ki et de Keauohana couvrent une partie du flanc oriental.

### Topographie

Carte topographique du Kīlauea.

Le Kīlauea se présente sous la forme d'une montagne allongée dans le sens nord-est-sud-ouest d'une superficie de 1 430 km2, soit 13,7 % de l'île d'Hawaï, et d'un volume de 25 000 à 35 000 km3. Recouvrant le flanc sud-est du Mauna Loa, elle est couronnée par une caldeira et ses flancs sont parcourus par deux rifts matérialisés par un ensemble de cratères, de cônes, de fissures volcaniques et leurs coulées de lave associées. Son sommet, appelé Uwēkahuna ou Uwēkahuna Bluff, est constitué du rebord Nord-Ouest de la caldeira sommitale du volcan,. Il s'élève à 4 089 pieds soit 1 246,2 mètres d'altitude selon le dernier relevé de l'Institut d'études géologiques des États-Unis effectué en 1993 et qui est matérialisé par une borne géodésique. D'autres altitudes indiquant 1 222, 1 228, 1 243, ou encore 1 247, mètres existent selon différentes sources. Cette caldeira, longue de cinq kilomètres, large de trois kilomètres et profonde de 165 mètres,, est formée d'un ensemble de falaises, d'escarpements et de failles grossièrement circulaires,. Elle renferme dans sa partie Sud-Ouest un cratère en forme de puits, le Halemaʻumaʻu, siège de l'activité volcanique sommitale,. Le Kīlauea est très peu proéminent puisque le col qui le sépare du Mauna Loa, le sommet plus élevé le plus proche du Kīlauea, ne se trouve qu'à quelques centaines de mètres au nord-ouest du sommet et dépasse les 1 200 mètres d'altitude.
Depuis la caldeira s'étendent les flancs du volcan. Ceux-ci ont une pente faible caractéristique des volcans boucliers, notamment en direction du sud-ouest et de l'est,. Dans ces deux directions, deux crêtes peu marquées correspondant à deux rifts, les rifts Est et Sud-Ouest, s'éloignent du sommet en direction de l'océan Pacifique et se prolongent sous l'eau dans le cas du rift Est avec la ride de Puna,. Ils correspondent à deux zones de faiblesse du volcan où s'injecte préférentiellement la lave. Il en résulte un alignement de dizaines de cratères, de cônes et de fissures volcaniques dans ces deux directions,,. Le Mauna Ulu, le Kīlauea Iki, le Mauna Iki, le Nāpau ou encore le Makaopuhi comptent parmi les cratères les plus importants. Le Puʻu ʻŌʻō a été le siège de l'activité volcanique sur les flancs du volcan de 1983 à 2018,,. Au sud du sommet, entre les deux rifts, des ruptures de pente appelées pali et pouvant prendre la forme de falaises s'alignent plus ou moins parallèlement au littoral,,. Les côtes rocheuses sont essentiellement constituées de falaises maritimes, généralement de un à cinq mètres de hauteur, et comportent quelques plages de sable noir. Une petite île, l'île Keaoi, s'est détachée de l'île principale d'Hawaï et se trouve à proximité immédiate de la côte méridionale du volcan.

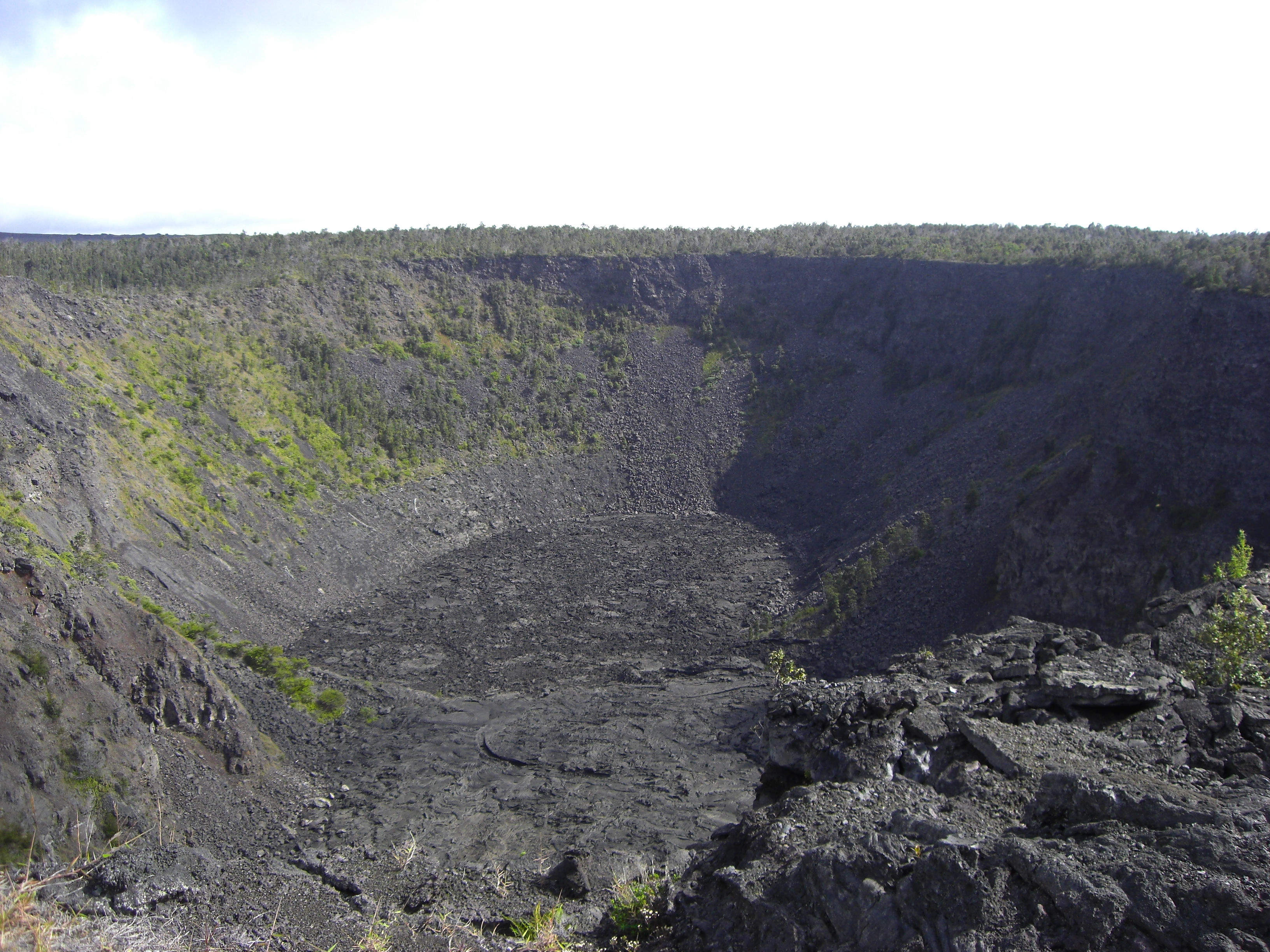
Exemple de cratère volcanique : le Pauahi.
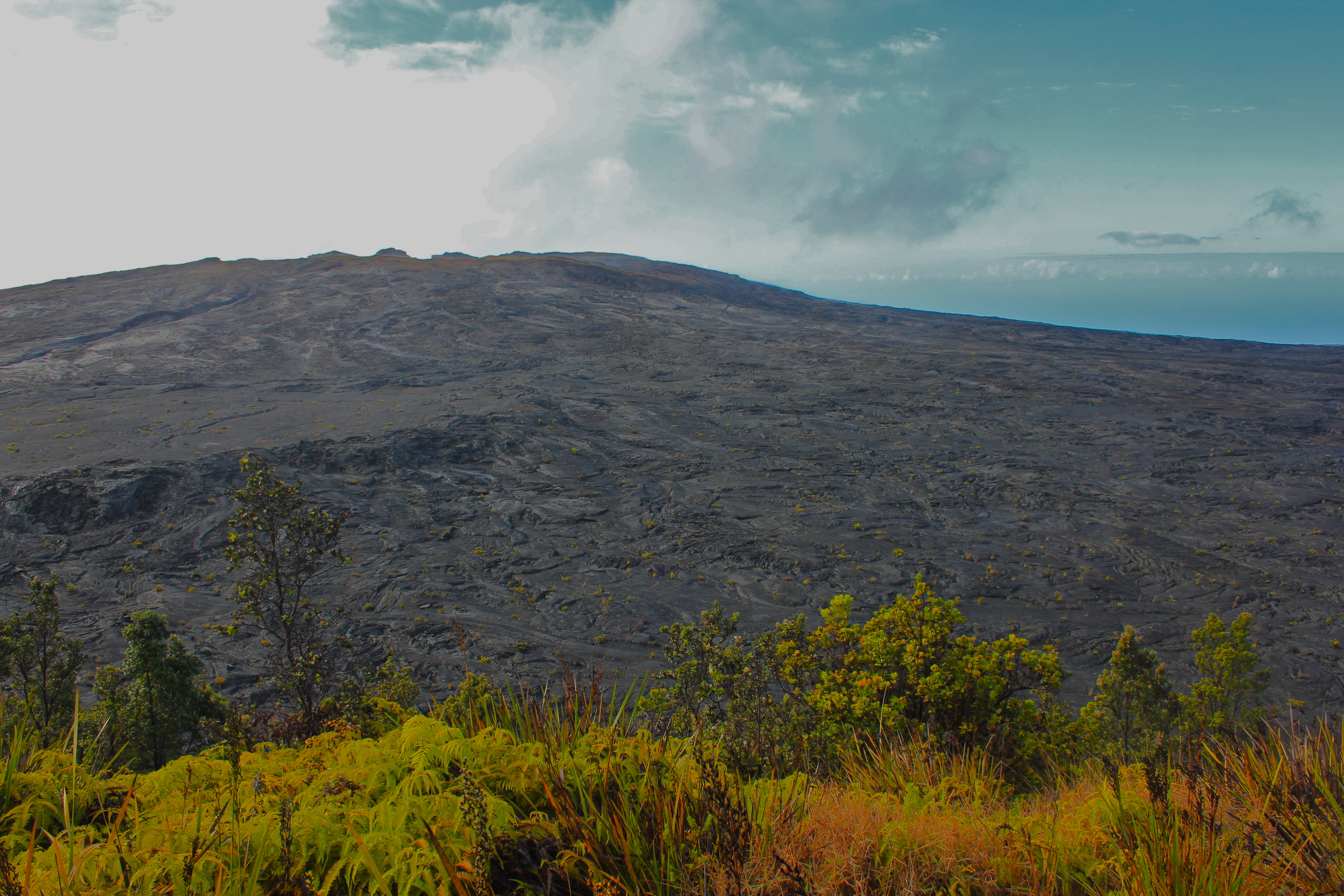
Exemple de cône volcanique : le Mauna Ulu.
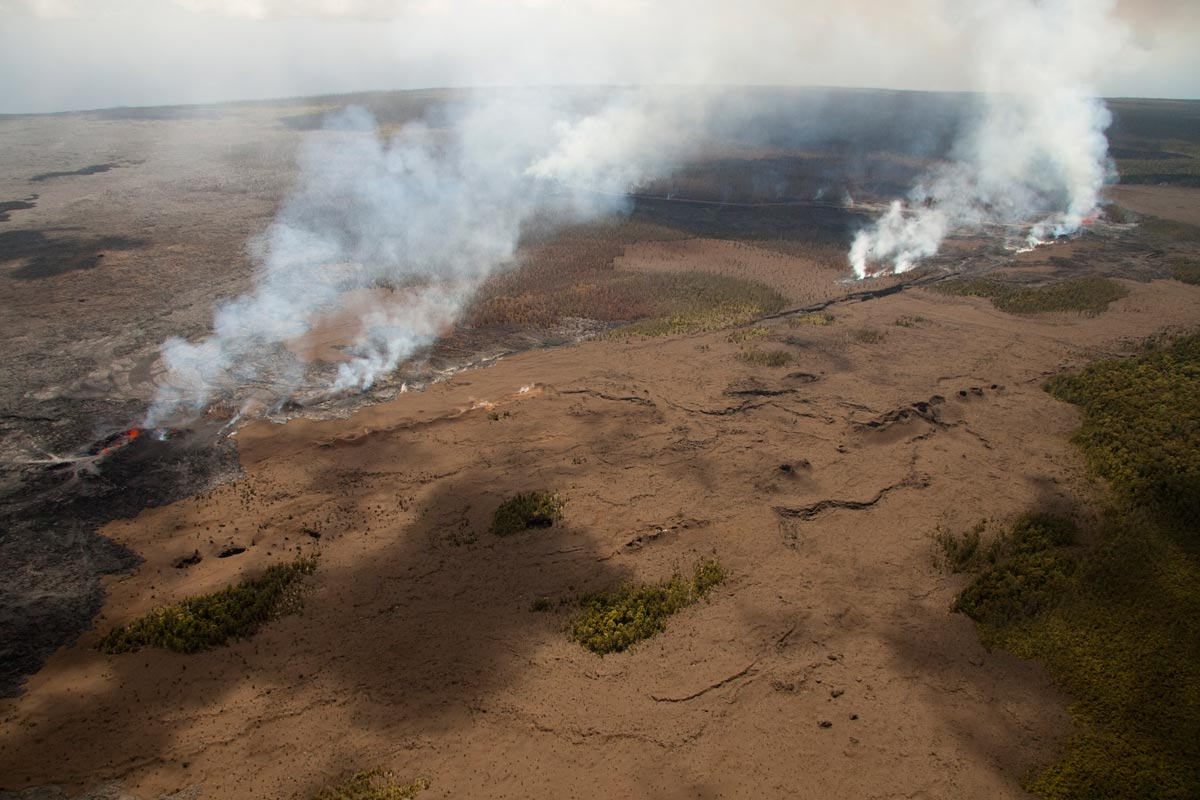
Exemple de fissure volcanique : le Kamoamoa.

### Climat et hydrologie
Du fait de sa latitude qui le place entre l'équateur et le tropique du Cancer, le Kīlauea est situé en zone tropicale. La variabilité saisonnière des précipitations et des températures est ainsi peu marquée avec toutefois une saison des pluies de novembre à avril. Les alizés qui viennent du nord-est apportent d'importantes quantités de précipitations qui se déversent sur le versant oriental du volcan. De ce fait, au bord de l'océan Pacifique, au niveau du cap Kumukahi, le point le plus oriental de l'île de Hawaï, 2 031 millimètres de pluie sont mesurés à Kapoho et 3 743 millimètres à Pahoa à 182 mètres d'altitude. Néanmoins, des valeurs supérieures sont mesurées à mi-pente sur le versant oriental du Kīlauea, les nuages étant bloqués dans leur course par le relief. Ainsi, 4 950 millimètres sont relevés à 650 mètres d'altitude ou encore 5 202 millimètres à 585 mètres d'altitude à Mountain View, la moyenne se situant à 3 810 millimètres. Au sommet du volcan, en raison de l'altitude, la tendance s'inverse et les précipitations annuelles ne sont plus que de 2 607,6 millimètres relevés au bord de la caldeira sommitale à 1 210 mètres d'altitude. Le versant occidental du volcan est en revanche plus sec que l'oriental car soumis à un phénomène d'ombre pluviométrique et reçoit parfois entre 10 et 20 % des précipitations seulement du versant au vent. La moyenne annuelle des précipitations est de 1 571 millimètres à 640 mètres d'altitude et de 941 millimètres au bord de l'océan Pacifique au sud-ouest du sommet. Lors de passage de cyclones tropicaux entre juin et novembre, ceux-ci peuvent provoquer une hausse de la pluviométrie mais ils sont occasionnels, la trajectoire typique de ces tempêtes tropicales passant juste au sud de l'archipel d'Hawaï dans cette région de l'océan Pacifique ; les tempêtes estivales sont toutefois fréquentes. La neige qui recouvre de temps en temps les sommets du Mauna Loa et du Mauna Kea en hiver est en revanche totalement absente sur le Kīlauea.
Contrairement aux précipitations, les températures sont uniquement influencées par l'altitude. Ainsi, les moyennes annuelles minimale et maximale varient de 20 à 28,9 °C au niveau de la mer sur le versant oriental, de 19,4 à 27,9 °C au niveau de la mer sur le versant occidental, de 14,2 à 23,3 °C à mi-pente sur le versant oriental et de 11,5 à 21,3 °C au sommet du volcan.
| Mois                              | jan.  | fév. | mars | avril | mai   | juin  | jui.  | août  | sep. | oct.  | nov. | déc.  | année   |
| --------------------------------- | ----- | ---- | ---- | ----- | ----- | ----- | ----- | ----- | ---- | ----- | ---- | ----- | ------- |
| Température minimale moyenne (°C) | 9,6   | 9,5  | 10,1 | 10,8  | 11,5  | 12,3  | 13    | 13,2  | 12,9 | 12,7  | 12,1 | 10,7  | 11,5    |
| Température moyenne (°C)          | 14,9  | 14,8 | 15   | 15,4  | 16,4  | 17    | 17,7  | 18,1  | 17,9 | 17,6  | 16,6 | 15,4  | 16,4    |
| Température maximale moyenne (°C) | 20    | 20   | 20   | 20    | 21,4  | 21,9  | 22,4  | 23    | 22,8 | 22,4  | 21,2 | 20,1  | 21,3    |
| Précipitations (mm)               | 236,5 | 223  | 286  | 240,8 | 162,8 | 129,8 | 189,5 | 170,7 | 158  | 185,4 | 320  | 306,1 | 2 607,6 |

| Diagramme climatique                                  |          |           |             |               |               |             |             |             |               |             |               |
| J                                                     | F        | M         | A           | M             | J             | J           | A           | S           | O             | N           | D             |
| 209,6236,5                                            | 209,5223 | 2010,1286 | 2010,8240,8 | 21,411,5162,8 | 21,912,3129,8 | 22,413189,5 | 2313,2170,7 | 22,812,9158 | 22,412,7185,4 | 21,212,1320 | 20,110,7306,1 |
| Moyennes : • Temp. maxi et mini °C • Précipitation mm |          |           |             |               |               |             |             |             |               |             |               |

Malgré la pluviométrie importante notamment sur le flanc oriental du volcan, les pentes du Kīlauea ne sont parcourues par aucun cours d'eau permanent et ne comportent aucun plan d'eau, seuls quelques petits ruisseaux se forment de manière temporaire sur son flanc Sud au niveau du Hilina Pali,. Cet aréisme touche d'une manière générale toute l'île d'Hawaï à l'exception des flancs orientaux du Mauna Kea et du Kohala,. Il est expliqué par la grande porosité du sol, l'intégralité de l'eau météorique s'infiltrant dans la lave du Kīlauea qui se comporte comme une structure pseudo-karstique.

### Géologie

#### Structure et tectonique

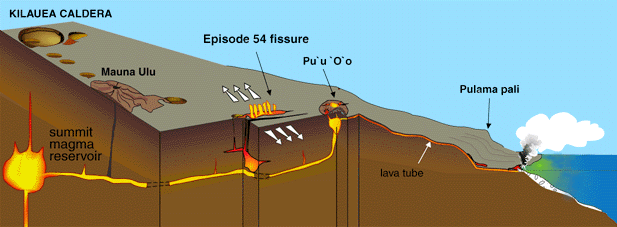
Vue en coupe du Kīlauea montrant l'alimentation du rift Est par la chambre magmatique située sous le sommet.

Carte géologique du Kīlauea.

Le Kīlauea est un volcan bouclier typique construit par l'empilement successif de multiples coulées de lave entre lesquelles s'intercalent quelques couches localisées de téphras. Cet édifice est né du point chaud d'Hawaï, singularité géologique ayant donné naissance aux autres volcans de l'archipel. Le Kīlauea fut considéré jusqu'au début du XXe siècle comme une structure satellite du Mauna Loa car construit sur son flanc Sud-Est, ce qui lui impose sa forme asymétrique. Cette supposition était fondée sur le comportement éruptif de ces deux volcans qui ont tendance à alterner leurs périodes éruptives,,. Ainsi, entre 1934 et 1952, le Kīlauea connaît une inhabituelle accalmie alors que le Mauna Loa est actif et à partir de 1952, c'est au tour du Kīlauea de connaître des éruptions alors que le Mauna Loa retourne dans une phase de sommeil interrompue par les brèves éruptions de 1975 et 1984,,. Toutefois, cette hypothèse d'un lien très étroit entre les deux volcans est invalidée par la mise en évidence d'une chambre magmatique du Kīlauea indépendante de celle du Mauna Loa. Celle-ci est située à 1,5 kilomètre de profondeur sous le sommet et possède des ramifications qui s'étendent à plus de soixante kilomètres de profondeur dans la croûte terrestre.
Les coulées de lave émises par le Kīlauea peuvent parcourir plusieurs kilomètres voire plusieurs dizaines de kilomètres. Elles entrent fréquemment dans l'océan Pacifique, ce qui agrandit l'île d'Hawaï lorsque la quantité de matériaux volcaniques l'emporte sur l'érosion maritime. Au point d'entrée dans l'océan, la coulée peut donner naissance à un delta de lave, structure instable s'effondrant périodiquement et créant des couches d'éboulis sur les flancs immergés du volcan,. Combiné à la structure asymétrique du Kīlauea, ces glissements de terrain participent à l'instabilité générale du volcan. Ainsi, son flanc Sud est affecté par un effondrement massif, le Hilina Slump, qui se prolonge sous la mer. Chaque glissement de ce pan du volcan dans l'océan est accompagné de séismes qui peuvent être puissants, parfois d'une magnitude supérieure à 7 comme en 1975. Des failles se forment sur les flancs de la montagne et finissent par créer des pali, des ruptures de pente qui peuvent prendre la forme de véritables falaises,.

#### Pétrologie

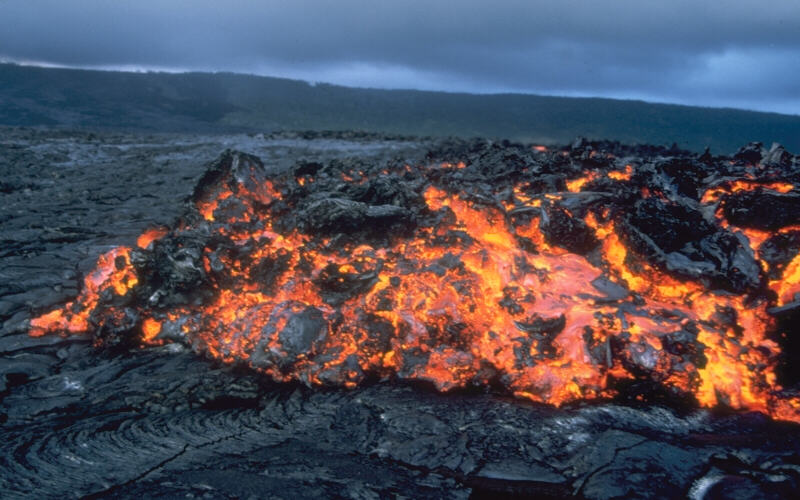
Lave ʻaʻā.

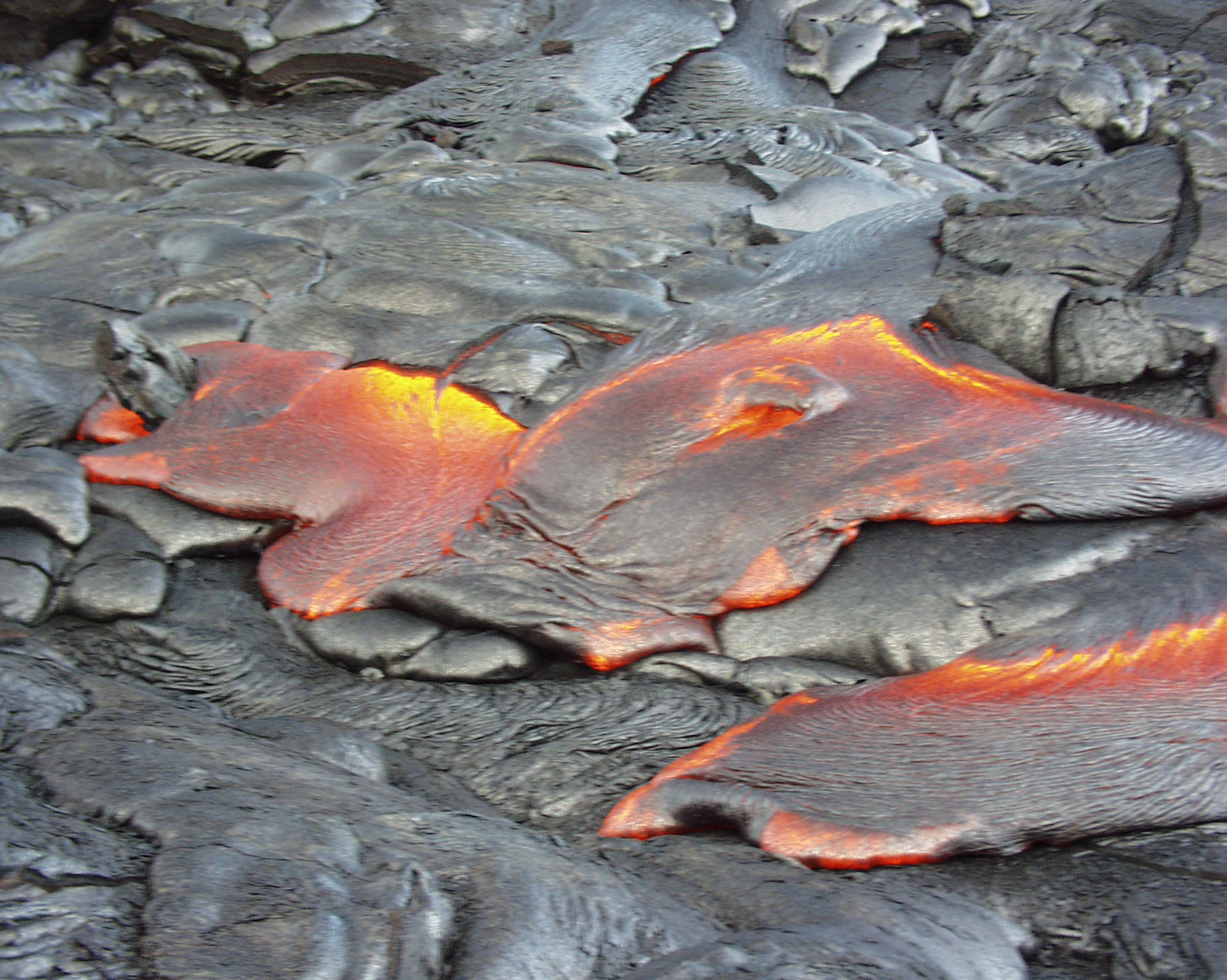
Lave pāhoehoe.

Le magma composant le point chaud d'Hawaï est basaltique et a la particularité de produire des laves d'une très grande fluidité en raison d'une faible teneur en silice, d'une faible quantité de gaz dissous et d'une très grande température, généralement plus de 1 000 °C et parfois jusqu'à plus de 1 200 °C,. Sur le Kīlauea, ce magma forme en surface des coulées de basalte alcalin de type pāhoehoe ou ʻaʻā qui s'étendent jusqu'à plusieurs dizaines de kilomètres de leur lieu d'émission. La proportion entre les laves pāhoehoe et ʻaʻā est dépendante de la distance au sommet du volcan : les laves pāhoehoe sont moins fréquentes en s'éloignant du sommet alors que la part de laves ʻaʻā augmente, notamment à proximité du littoral.
La quasi-totalité des roches en surface du Kīlauea appartiennent à la série des basaltes de Puna mis en place au Pléistocène et à l'Holocène. Seuls quelques affleurements n'appartenant pas à cette série se trouvent dans le Sud-Ouest du volcan. Il s'agit de la série des basaltes de Hilina et de dépôts d'éjectas mis en place au Pléistocène. À proximité de l'océan Pacifique et de l'extrémité méridionale du rift Sud-Ouest du Kīlauea, le cône de Puehu, pourtant situé sur le flanc Sud du Mauna Loa, appartient néanmoins au Kīlauea d'un point de vue géologique.

#### Comportement éruptif

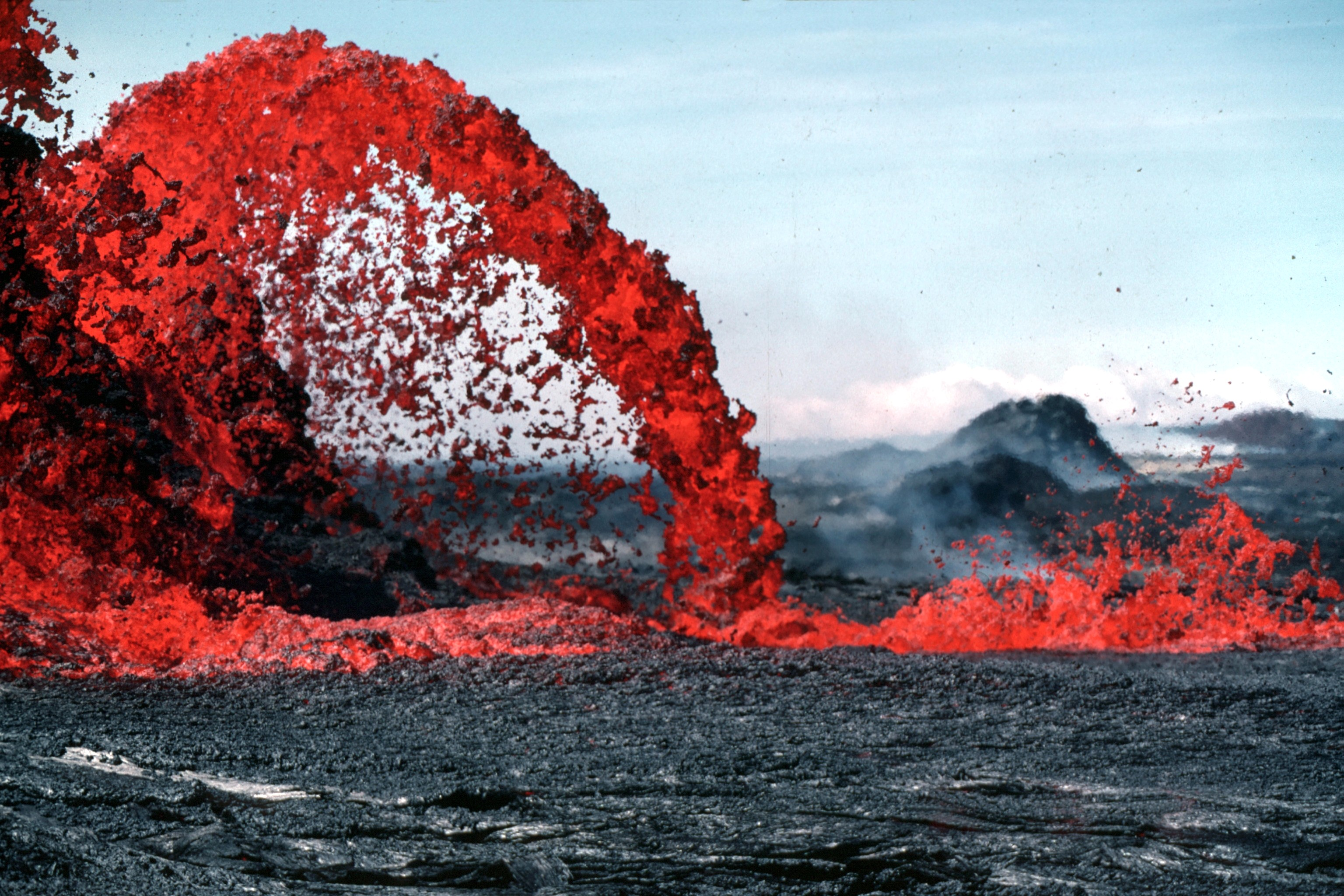
Fontaine de lave en arche du Puʻu ʻŌʻō en 1983.

Les éruptions du Kīlauea ont servi à définir le type hawaïen. Elles sont marquées par un faible indice d'explosivité volcanique allant de 0 à 1 sur une échelle comportant 8 degrés en raison de l'émission d'une lave d'une grande fluidité. Cette lave, de type basaltique, est pauvre en silice, donc peu visqueuse, et portée à de très hautes températures ce qui facilite son dégazage et sa rapide évacuation de la bouche éruptive. La très grande fluidité et les hautes températures des laves émises par le Kīlauea peuvent conduire à la formation de phénomènes volcaniques singuliers tels des lacs, tunnels, fontaines, cascades, rapides, vagues, tourbillons et tornades de lave,,. Ces phénomènes éruptifs peuvent produire des arbres de lave, des cheveux et larmes de Pélé ou encore des Limu o Pele. Des deux rifts et de la caldeira s'épanchent des coulées qui peuvent parcourir plusieurs dizaines de kilomètres, soit en surface, soit via des tunnels de lave, et ainsi atteindre l'océan Pacifique. Se déversant sur les pentes du volcan, elle forme des coulées de lave pāhoehoe ou ʻaʻā qui brûlent la végétation, recouvrent les routes et les sentiers, exceptionnellement détruisent des bâtiments et finissent parfois par se jeter dans l'océan distant de plusieurs kilomètres. Le risque humain lié à ce type d'éruptions effusives est en revanche très faible comparé aux éruptions explosives car même si la lave peut progresser à une vitesse de plusieurs kilomètres par heure, elle laisse le temps aux populations d'évacuer les zones menacées. Certaines éruptions du Kīlauea atteignent ou dépassent un indice d'explosivité volcanique de 2. Il s'agit soit d'éruptions effusives marquées par un important volume de lave émis comme celles de 1959 ou de 1960, soit des rares éruptions explosives du Kīlauea comme celle de mai 1924 marquée par une importante activité phréatomagmatique ou celle de 1790, la plus puissante avec un indice d'explosivité de 4. Le nombre d'éruptions volcaniques qu'a connu ce volcan, 64 depuis la découverte de l'archipel par James Cook en 1778 dont 52 pour le seul XXe siècle, font du Kīlauea l'un des volcans les plus actifs du monde,.

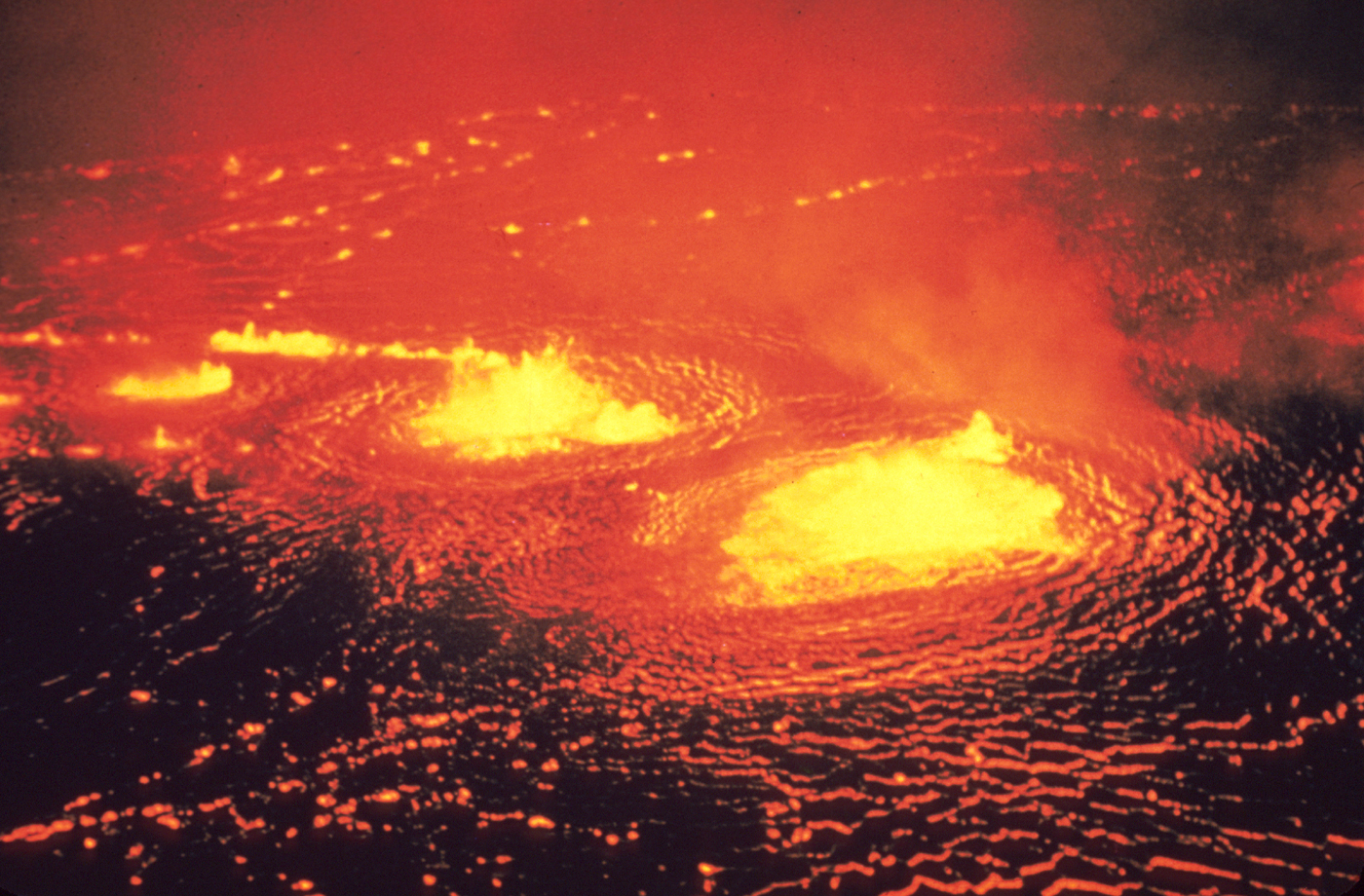
Lac de lave du Halemaʻumaʻu en 1954.

Ces éruptions aériennes sont aussi accompagnées d'éruptions sous-marines, notamment le long de la ride de Puna qui constitue le prolongement sous-marin du rift Est du Kīlauea. Cette arête s'étend sur 75 kilomètres de longueur et rejoint les plaines abyssales à 5 400 mètres de profondeur. Elle présente sur toute sa longueur des coulées de lave en coussin dont certaines n'ont que quelques années et avec une absence de sédiments, signes que l'activité éruptive y est aussi importante que sur la partie aérienne du volcan. Comme au-dessus de la surface, les mêmes éléments se retrouvent sous l'eau : cratères, fissures, tunnels de lave, cônes volcaniques, etc. mais aussi des structures singulières comme des terrasses, une sorte de dôme de lave au sommet aplati, ou encore des murs de lave en coussin d'une trentaine de mètres de hauteur et formés le long d'une fissure.

### Écosystèmes

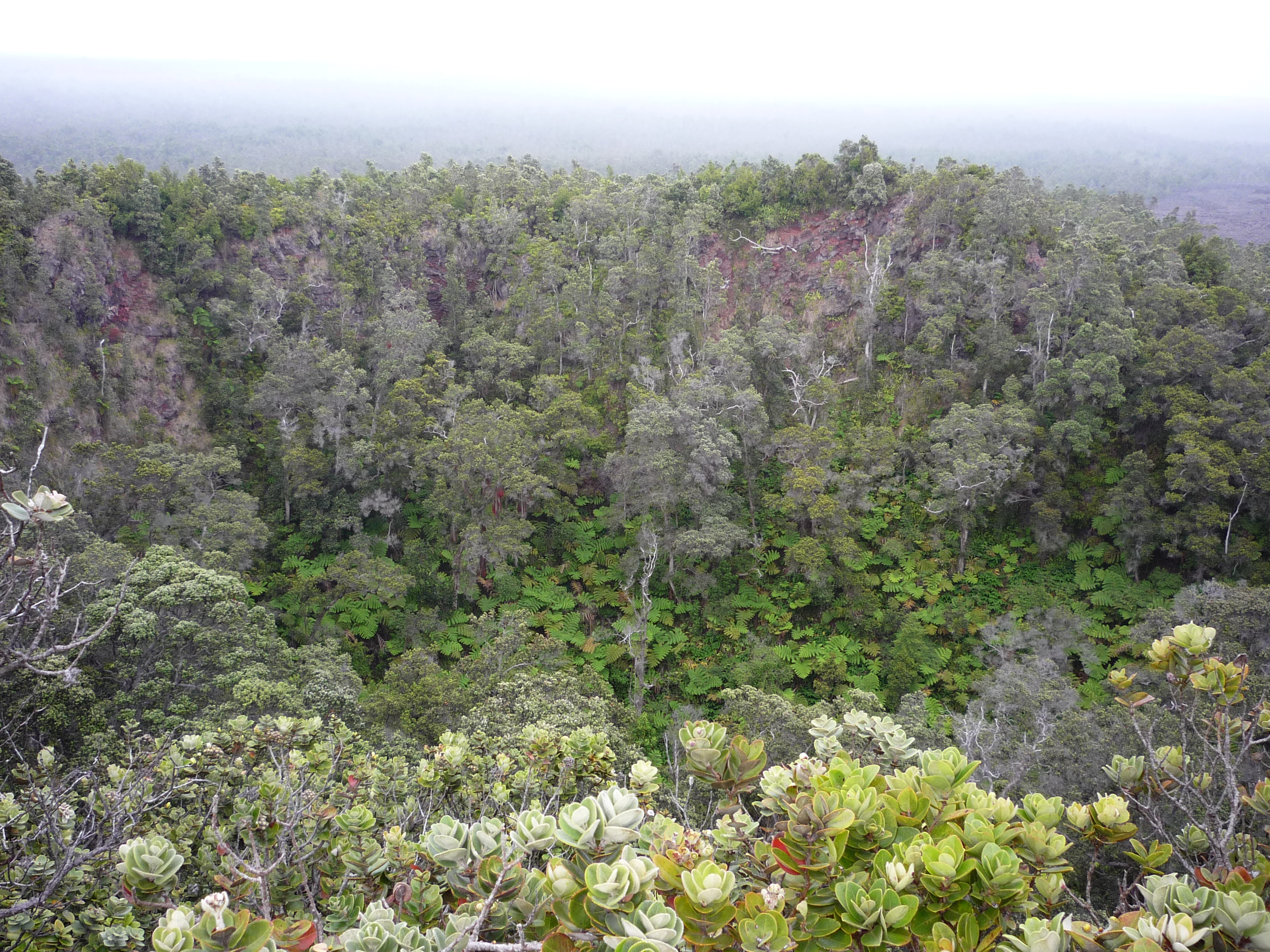
Forêt tropicale humide sur les pentes orientales du Kīlauea au Puʻu Huluhulu.

Avant la colonisation de l'île d'Hawaï par les Polynésiens, la flore sur les pentes du Kīlauea est divisée en deux grandes formations : le flanc Nord-Est et la côte septentrionale recouverts d'une forêt tropicale humide tandis que le reste du volcan, soit les flancs Sud et Sud-Ouest jusqu'au littoral, est couvert d'une végétation sèche plus ou moins arborescente,,. La transition entre ces deux milieux passe par la caldeira, suit le début du rift Est avant de se diriger vers l'océan Pacifique au niveau de l'actuelle Kalapana,. Cette ségrégation spatiale est imposée par les conditions climatiques et notamment le phénomène d'ombre pluviométrique qui voit le versant oriental du volcan jusqu'à son sommet préférentiellement arrosé par rapport au reste de la montagne. Avec l'arrivée de l'Homme et la transformation du milieu naturel, la végétation originelle primaire a régressé, cédant du terrain dans les parties basses du volcan. Ainsi, les forêts primaires humides et sèches ne subsistent plus que de mi-pente jusqu'au sommet, disparaissant dans les parties basses du volcan et le long de la Hawaii Route 11 qui traverse le volcan en passant à proximité du sommet. L'endémisme dans ces formations végétales est très fort, dépassant 90 % des espèces végétales et animales, soit une proportion plus importante que dans d'autres endroits du monde réputés pour leur endémisme comme les îles Galápagos,. Cette situation écologique est liée à la forte insularité de l'archipel par rapport aux autres terres émergées.
La forêt tropicale humide est majoritairement composée de ʻohiʻa, de fougères arborescentes, de uluhe côtoyant soit koa, soit ʻōlapa tandis que les mousses, les espèces herbacées et les espèces buissonnantes sont rares à l'exception de ʻākala qui forme parfois des fruticées ; sur le littoral, hala devient dominant. Ces formations végétales constituent le lieu de vie de nombreuses espèces d'oiseaux endémiques désormais éteintes pour la plupart comme ʻapapane ainsi que de nombreuses espèces d'invertébrés, elles aussi endémiques. De par sa régression à la suite de la pression démographique et de l'arrivée d'espèces invasives telles que le cochon sauvage, la mangouste, le rat noir et le rat polynésien, des mélastomatacées, une espèce de passiflore, l'herbacée Paspalum conjugatum, le piquant lou-lou ou encore le goyavier de Chine, plus de cinquante espèces végétales et de nombreuses espèces animales composant ce biome sont menacées. D'une grande importance culturelle et économique pour les Hawaïens, cette forêt, demeure des dieux, constituait le principal lieu de ressource en plumes décoratives, herbes médicinales, plantes à tisser et bois de construction.

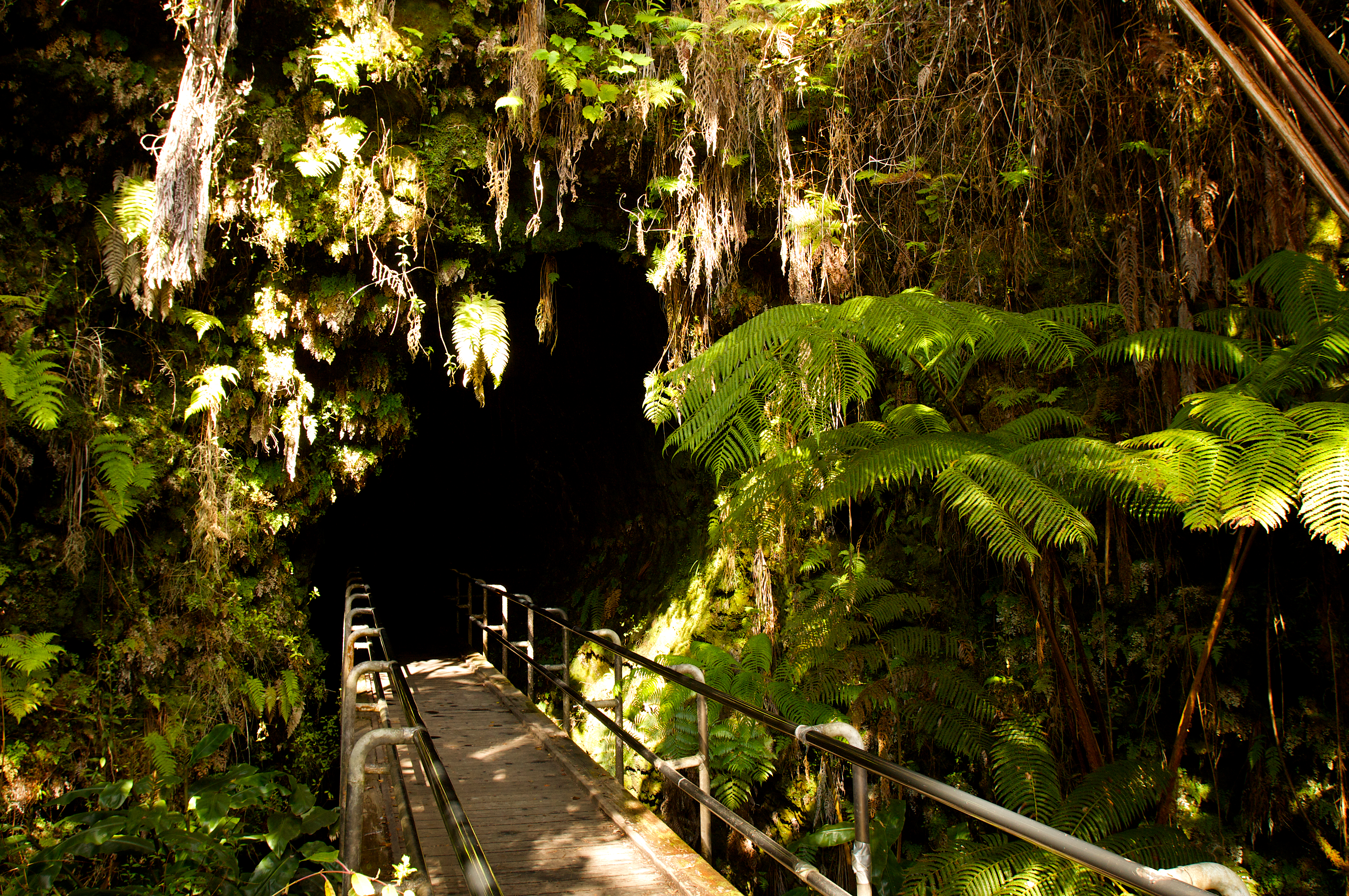
Forêt tropicale à l'entrée du tunnel de lave Thurston.
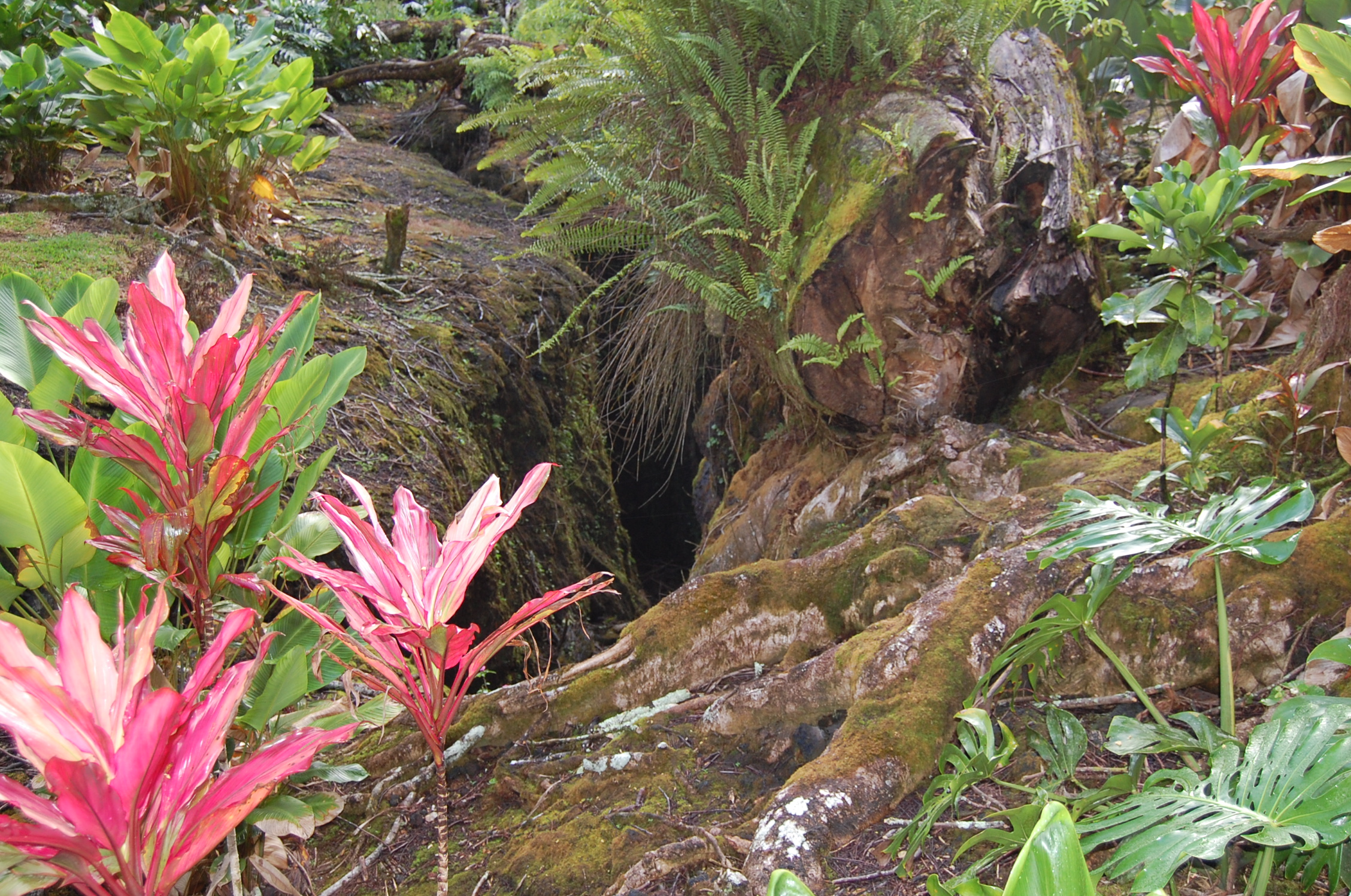
Épinard hawaïen aux feuilles rouges dans le monument d'État de Lava Tree.
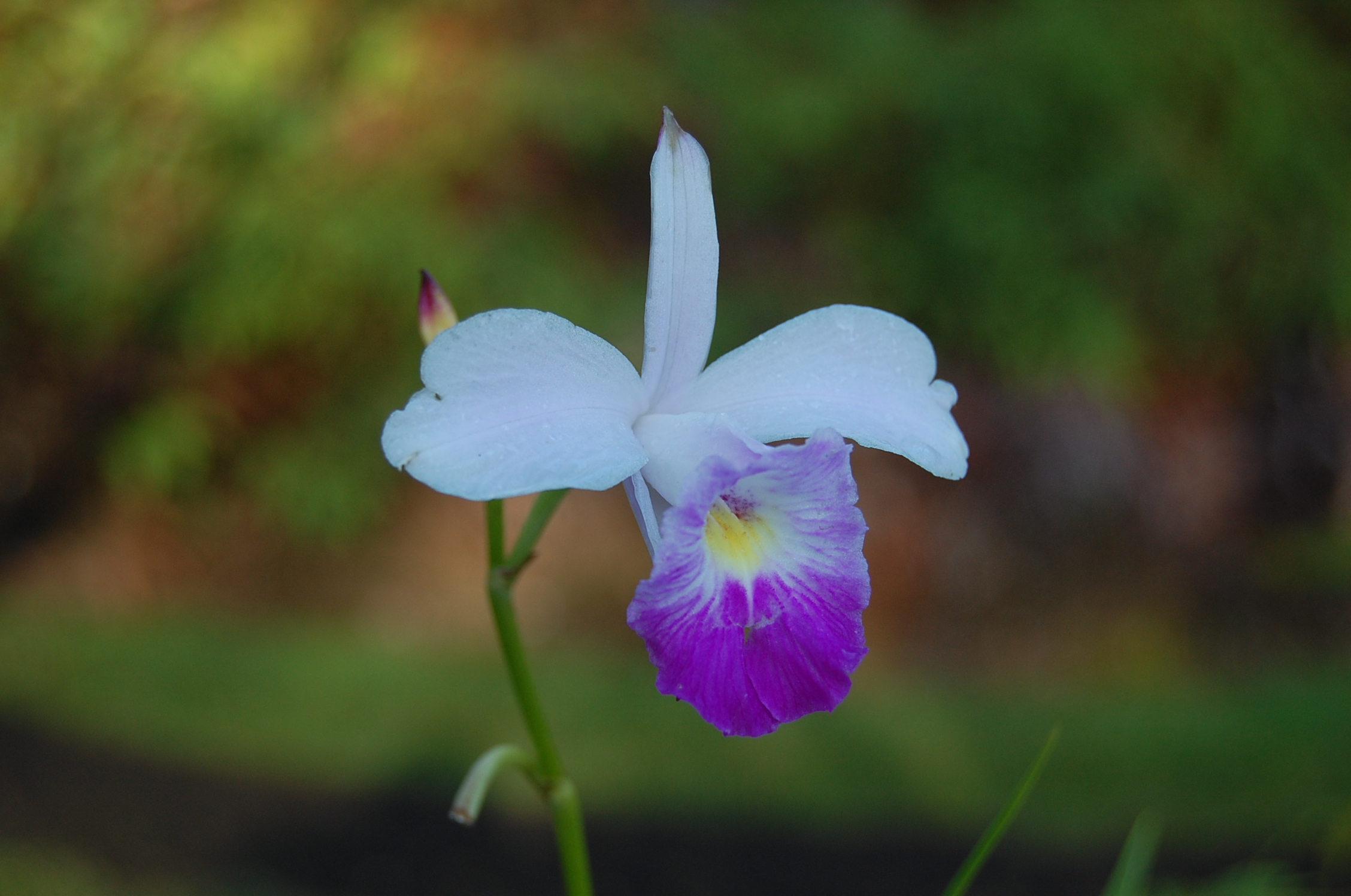
L'orchidée Arundina graminifolia dans le monument d'État de Lava Tree.
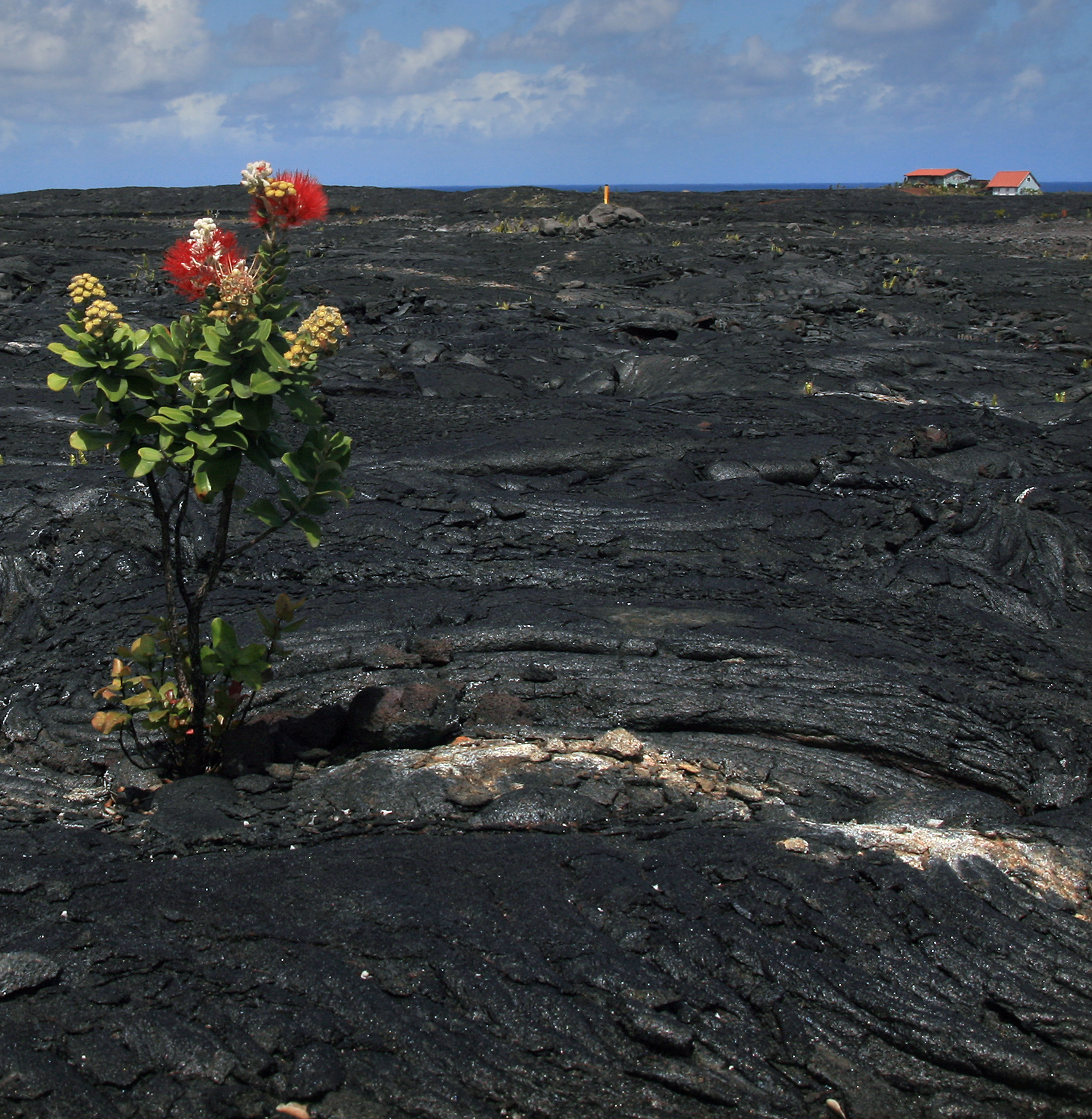
ʻŌhiʻa sur une coulée de lave à Kalapana.

Au nord de la caldeira s'étend une forêt mésique faisant la transition entre la forêt tropicale humide de la côte au vent, la forêt subalpine du Mauna Loa et la forêt sèche de la côte sous le vent,. Elle est essentiellement formée de ʻohiʻa, koa et māmame avec quelques individus de ʻākoko, māmele et ʻiliahi et peuplée de nombreuses espèces animales endémiques comme des arthropodes (araignées, coléoptères xylophages, papillons) et des oiseaux (ʻiʻiwi, ʻelepaio). Certaines espèces sont désormais menacées comme trois espèces d'arbres dont aʻe et maʻoloa ainsi que des oiseaux tel que ʻākepa. Cette forêt était traditionnellement exploitée par les Hawaïens pour l’abattage de koa servant à fabriquer les canoës, la récolte de plantes médicinales et la chasse de certains oiseaux afin de récupérer leurs plumes décoratives.

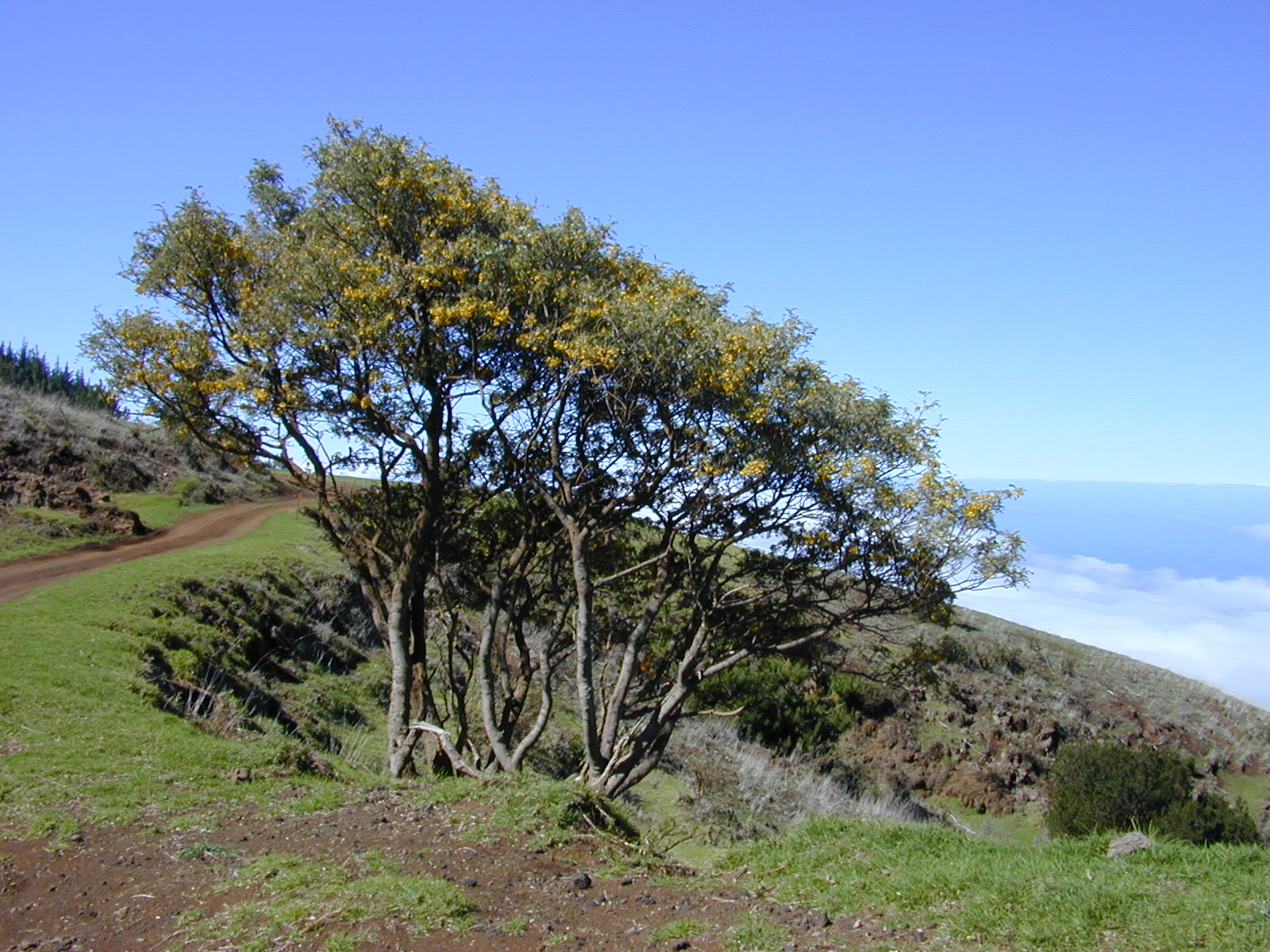
Māmame sur Maui.
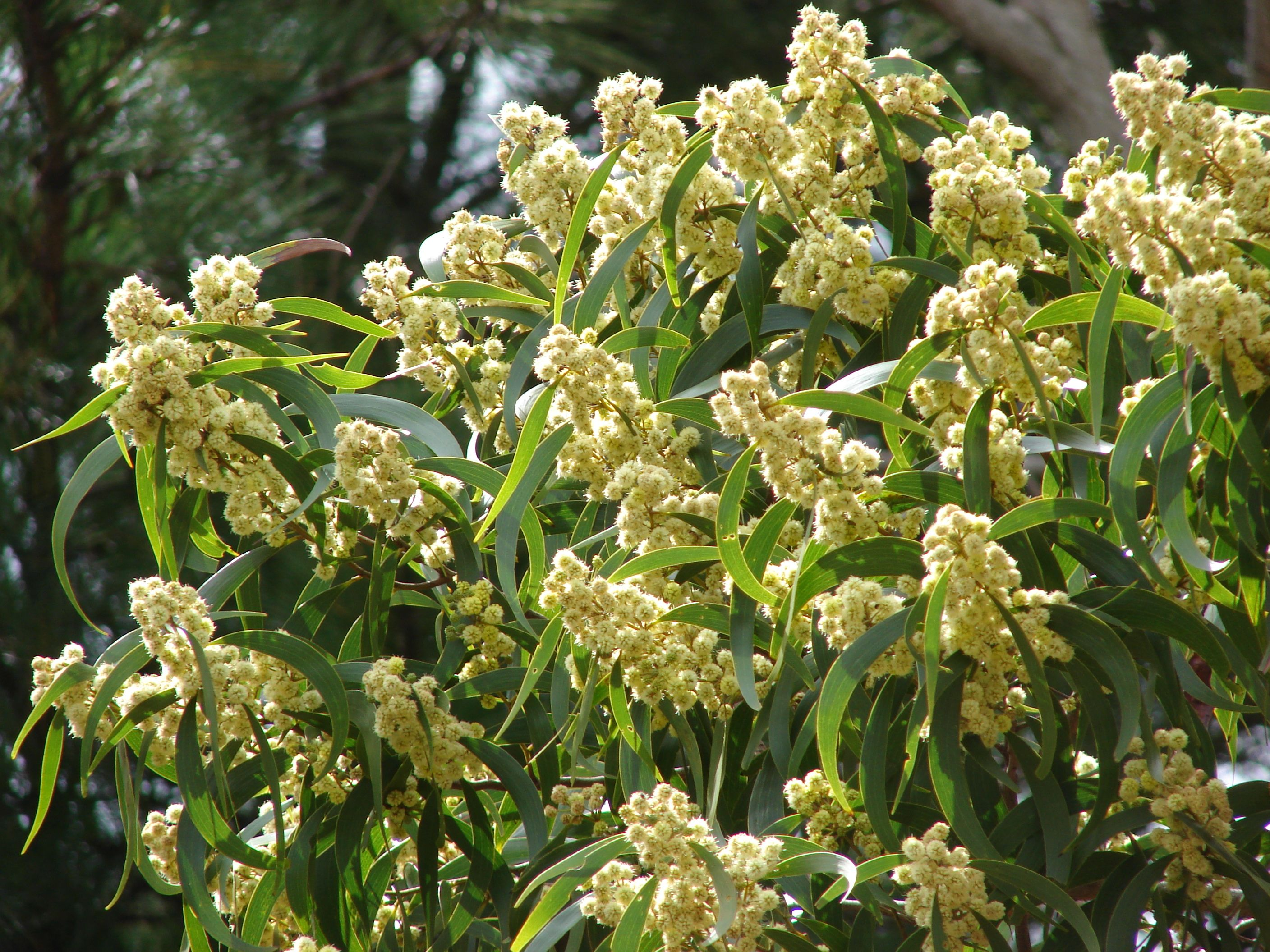
Koa en fleur sur Maui.
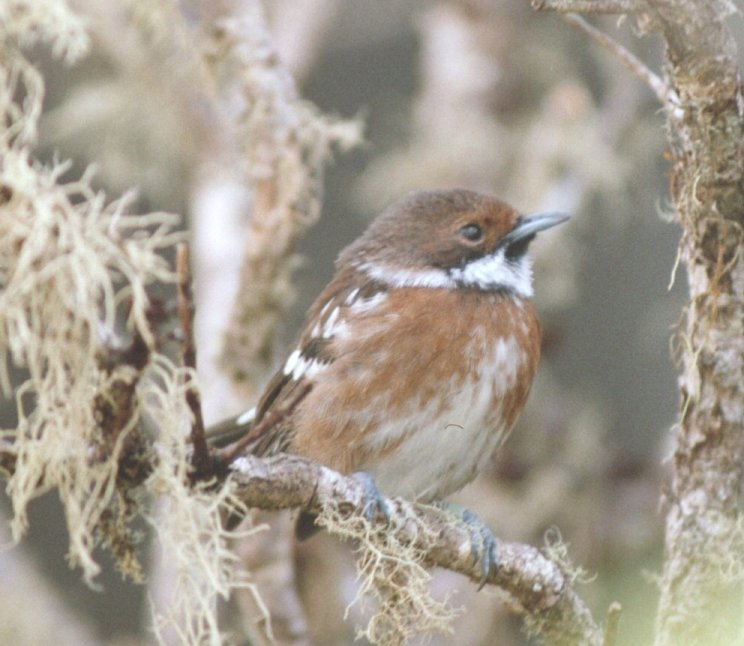
ʻElepaio à Volcano.
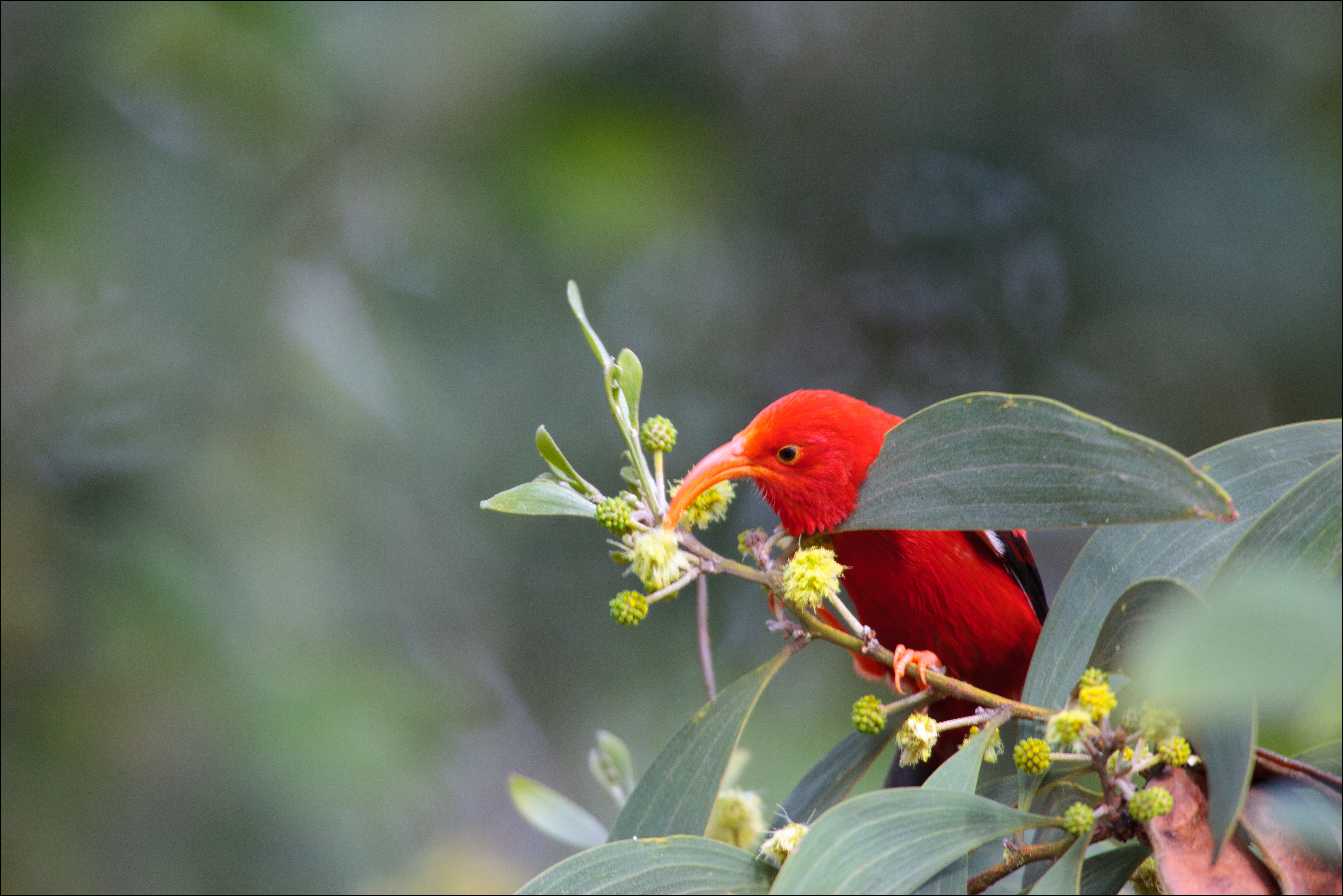
ʻIʻiwi sur l'île d'Hawaï.

Les versants Sud et Sud-Ouest du Kīlauea sont couverts d'une végétation arborescente xérique sur les coulées de lave anciennes. Des étendues herbacées composées de pili ou de kāwelu ou des fruticées de ʻaʻaliʻi, ʻākia, koʻkoʻlau ou encore ʻūlei sont dominées par des forêts de ʻohiʻa, koa, lama et wiliwili. Dans les ravins et les parties les plus basses et les plus préservées, de petites forêts mésiques de ʻohiʻa, koa, lama avec quelques individus de olopua ou halapepe se développent. Ces habitats sont peuplés d'oiseaux (ʻelepaio, ʻapapane, ʻamakihi) dont certains sont menacés (bernache néné) ainsi que la chauve-souris Lasiurus cinereus semotus, très abondante dans ces milieux, tandis que les espèces d'insectes endémiques ont largement régressé. Les espèces végétales menacées sont surtout représentées par des arbres et des buissons dont kokiʻo. Ces perturbations écologiques sont notamment le fait des espèces invasives présentes dans ces habitats comme le chat haret, la mangouste, la chèvre sauvage, le rat, des invertébrés et notamment des fourmis ainsi que des espèces herbacées et buissonnantes résistantes au feu comme le faux-poivrier. Les parties les plus basses de ces régions faisaient traditionnellement l'objet d'un écobuage par les Hawaïens afin de maintenir les prairies de pili récolté pour servir de chaume mais le développement du pâturage a remplacé cette pratique. Le bois de santal a aussi fait l'objet d'une brève exploitation au début du XIXe siècle et certaines forêts ont été converties en cultures de taro et de patate douce. Demeure des dieux et notamment de Kū, ces forêts étaient aussi exploitées par les Hawaïens pour les plantes médicinales et le bois.

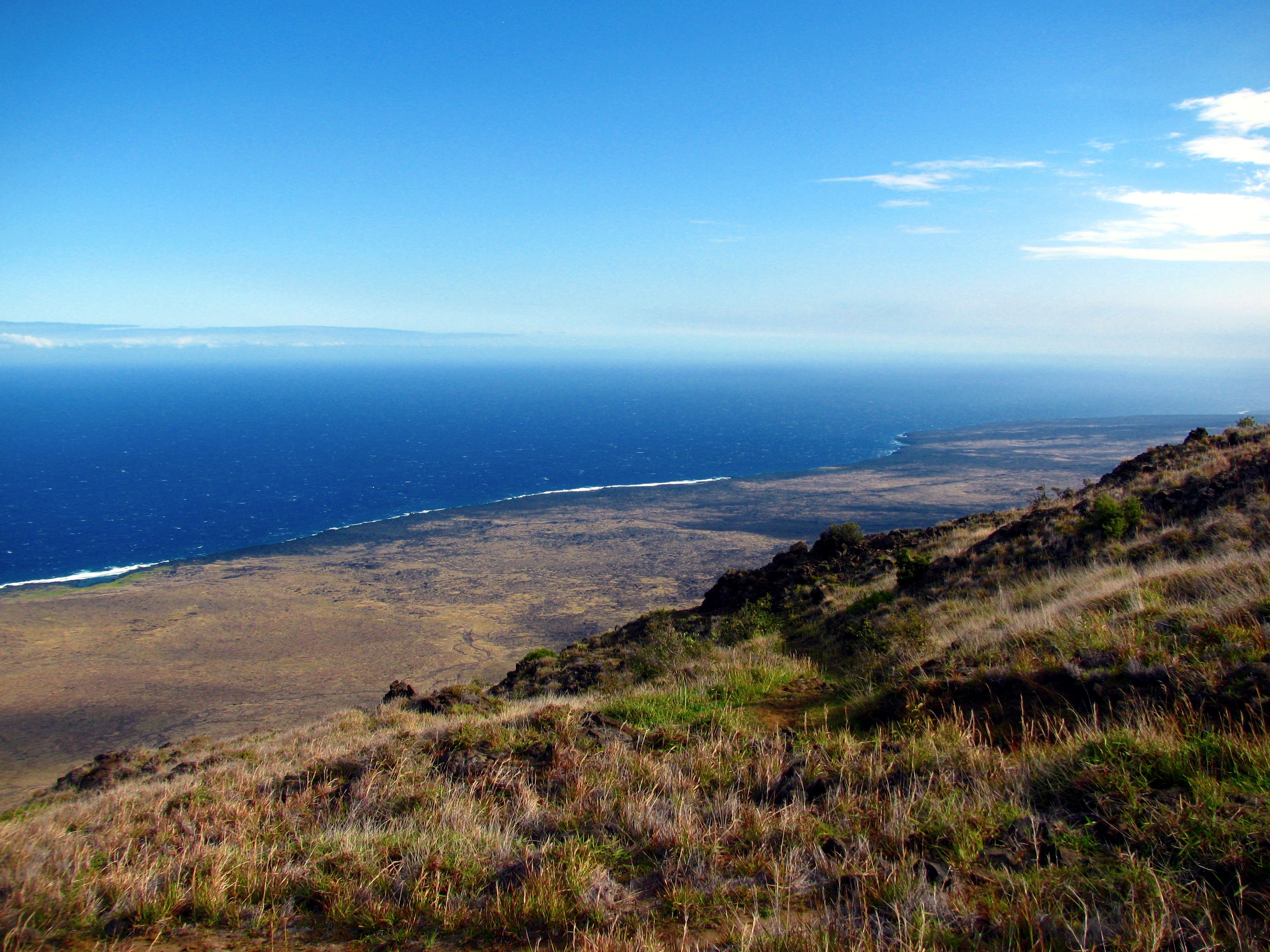
Paysage du versant méridional du Kīlauea.
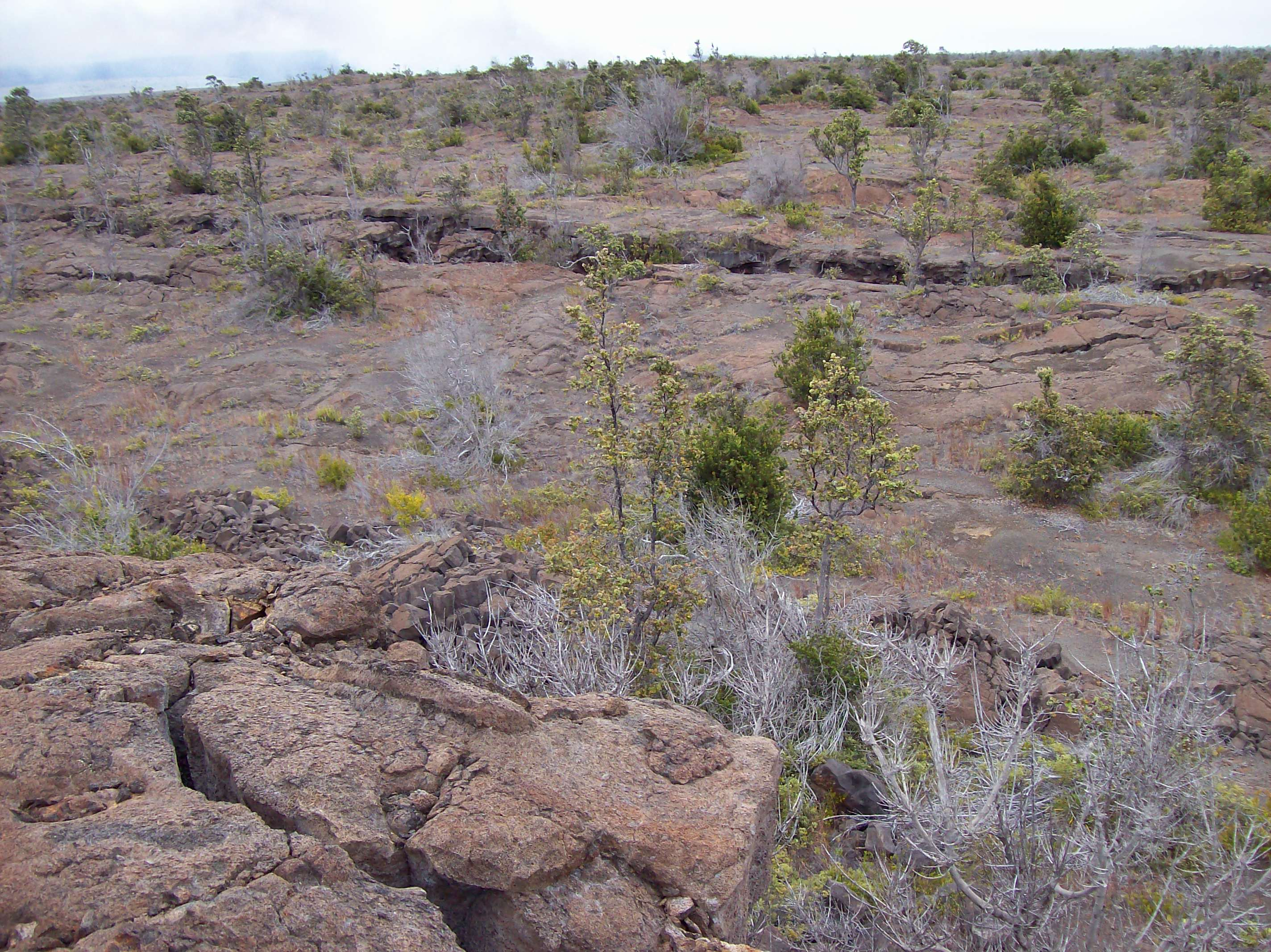
Paysage du versant méridional du Kīlauea.
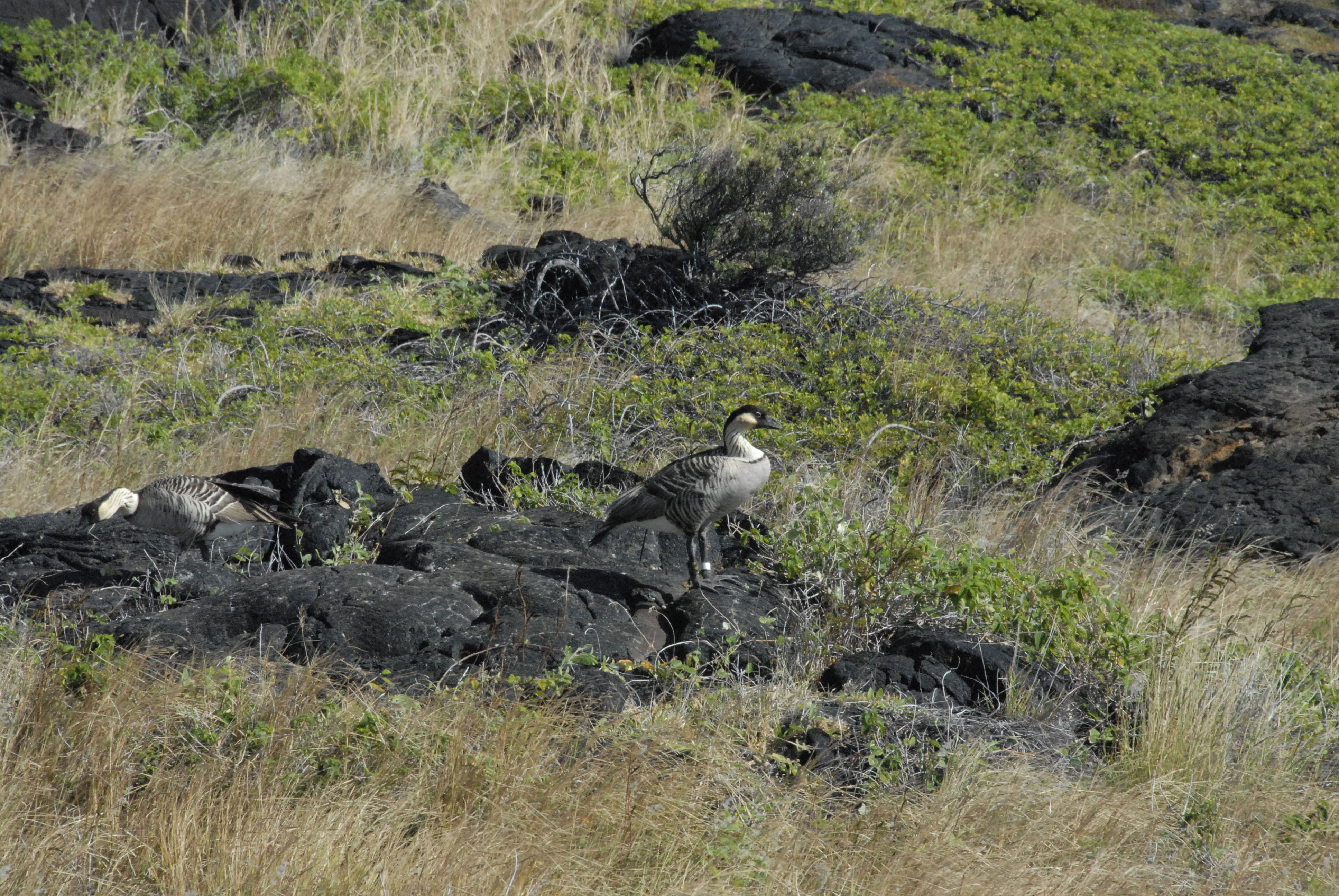
Bernache néné sur le versant méridional du Kīlauea.

## Histoire

### Formation

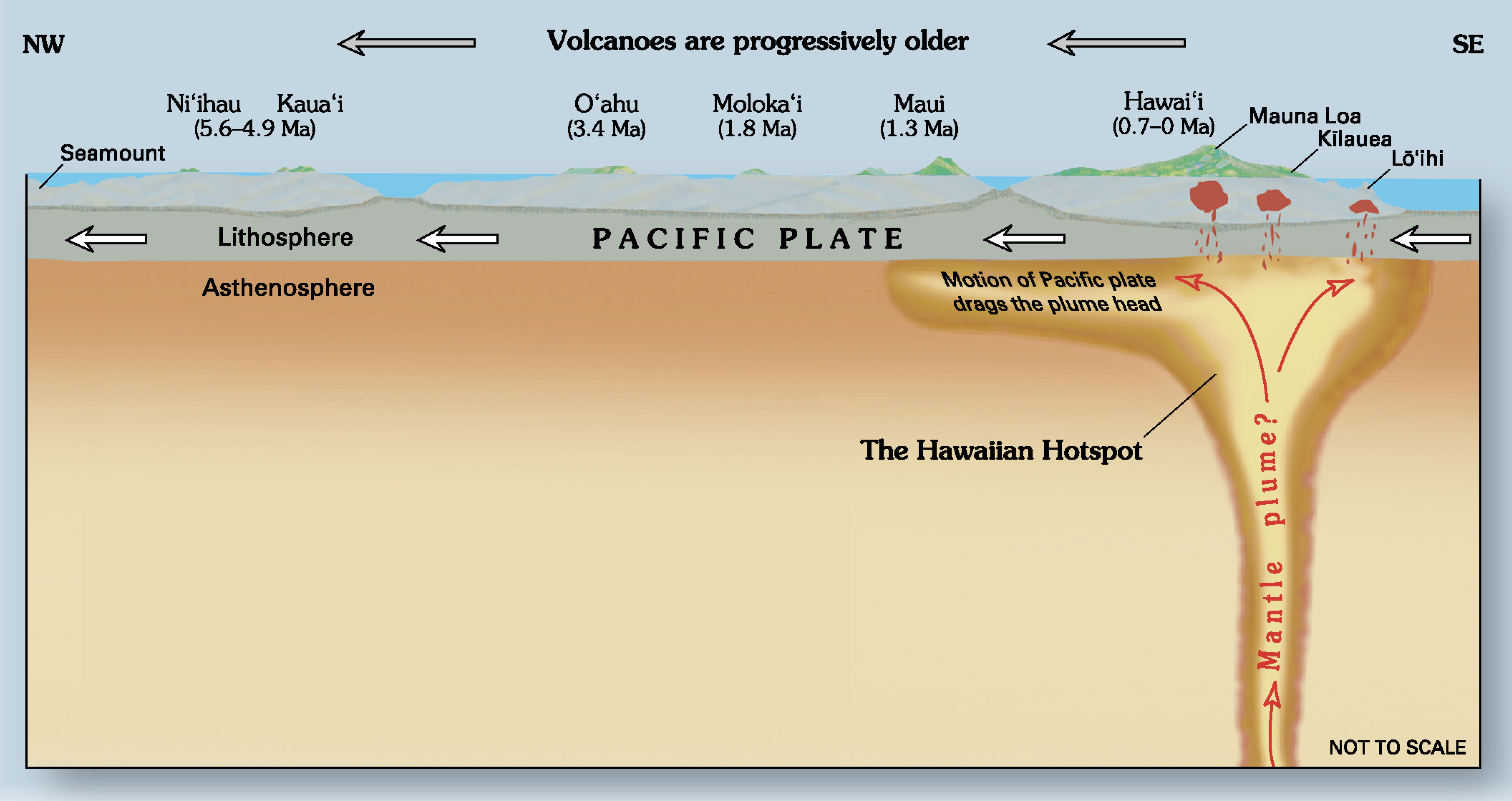
Vue en coupe de l'archipel d'Hawaï montrant le point chaud qui alimente ses volcans.

Le volcanisme ayant donné naissance au Kīlauea et aux autres volcans de l'archipel d'Hawaï est lié à la présence d'un flux de chaleur mantellique, le point chaud d'Hawaï, dans cette partie de l'océan Pacifique. La plaque pacifique se déplaçant au-dessus de ce point chaud qui reste fixe, les volcans les plus anciens sont ceux qui sont les plus éloignés de cette particularité géologique, ceux situés à l'aplomb étant les plus jeunes et ceux actifs,. Ainsi, le Kīlauea est le volcan émergé le plus jeune de cette chaîne volcanique avec les premières éruptions sous-marines survenues il y a 300 000 à 600 000 ans et les premières éruptions aériennes il y a 50 000 à 100 000 ans ; le Kamaʻehuakanaloa, bien que plus récent, est encore à l'état de mont-sous-marin sur les flancs immergés de l'île d'Hawaï, au sud du Kīlauea.
Les laves qui recouvrent le volcan sont vieilles d'au maximum 23 000 ans ; celles dont l'âge est inférieur à 1 100 ans recouvrent 90 % du Kīlauea et celles dont l'âge est inférieur à 600 ans en recouvrent 70 %. Ainsi, les différentes bouches éruptives construites sur les flancs du volcan sont régulièrement enfouies sous de nouvelles coulées de lave et d'autres les remplacent. Cette situation est aussi valable pour la caldeira sommitale apparue il y a quelques centaines d'années mais qui aurait été précédée par d'autres caldeiras peu à peu recouvertes de lave,. L'activité volcanique observée depuis environ un peu plus de 200 ans s'inscrirait ainsi dans la continuité de l'histoire éruptive du Kīlauea, histoire éruptive qui se maintiendrait encore des dizaines de milliers d'années, poursuivant ainsi la construction du volcan,. En effet, le Kīlauea est au début de la seconde des quatre phases caractéristiques de la vie des volcans d'Hawaï. Cette phase est marquée par l'émission d'un basalte alcalin stocké dans une chambre magmatique peu profonde et construisant un volcan bouclier aérien organisé autour d'au moins deux rifts s'éloignant du sommet. Précédée par la construction d'un volcan sous-marin, elle est suivie par la mise en place de petits cônes recouvrant progressivement le volcan bouclier puis de la dernière phase durant laquelle des éruptions rejetant des laves de compositions différentes des basaltes surviennent après une période de repos et d'érosion du volcan.

### Histoire éruptive

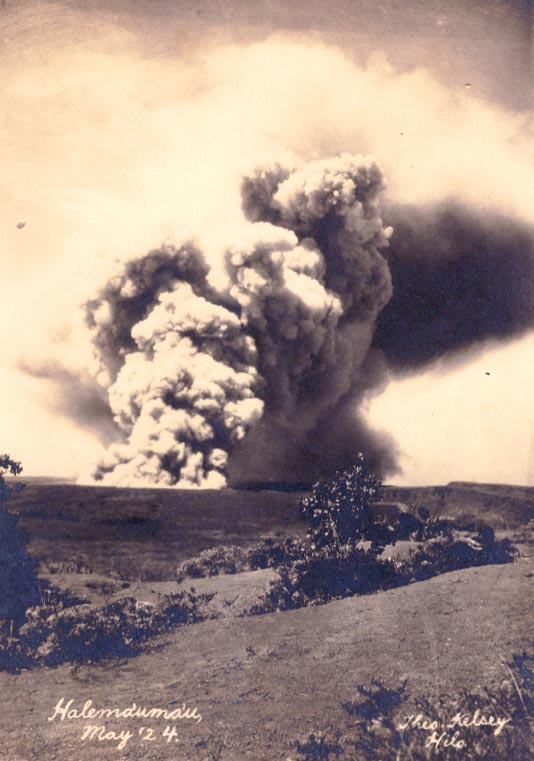
Panache de l'éruption de mai 1924 s'élevant du Halemaʻumaʻu.

Quelques éruptions du Kīlauea survenues avant le peuplement de l'archipel d'Hawaï sont connues par datation au carbone 14, par téphrochronologie ou par le magnétisme des roches. Elles sont généralement effusives avec quelques-unes explosives. Lorsque les Hawaïens arrivent dans l'archipel, ils sont les premiers témoins des éruptions dont le souvenir se perpétue par tradition orale. Les premiers écrits sur les éruptions du volcan datent de celle de 1820, soit quelques dizaines d'années après la découverte d'Hawaï par les Européens. Ils rapportent les nombreuses éruptions qui se déroulent sur les deux rifts et au sommet du volcan. Les premières observations européennes d'une éruption concernent celles de 1790. Après une petite éruption effusive, une des plus puissantes éruptions du Kīlauea se produit en novembre. Se déroulant dans la caldeira, des explosions phréatomagmatiques d'indice d'explosivité volcanique de 4 génèrent un panache volcanique et des nuées ardentes qui entraînent des morts et forment un dépôt appelé « cendres de Keanakakoi »,. Cette importante éruption marque le début d'une longue période marquée par de très nombreuses éruptions effusives sur les deux rifts du volcan et dans la caldeira mais surtout par l'apparition d'un lac de lave permanent dans le Halemaʻumaʻu,. C'est à cette époque que se développe le tourisme sur le volcan et que l'observatoire volcanologique est créé. Cette phase éruptive se termine en mai 1924 par une nouvelle éruption explosive, là aussi dans la caldeira,,. Le lac de lave du Halemaʻumaʻu se vide brutalement, permettant à l'eau de la nappe phréatique d'entrer en contact avec la lave. Il s'ensuit de puissantes explosions phréatomagmatiques d'indice d'explosivité volcanique de 2 qui font là-aussi des morts,.
Par la suite, les éruptions se déroulent exclusivement dans la caldeira et notamment dans le Halemaʻumaʻu,. Cette période d'éruptions très courtes, la plus longue dure seulement 33 jours en 1934, se termine en 1955 avec l'éruption du 28 février au 26 mai. Celle-ci se déroule dans la partie basse du rift Est, à l'extrémité orientale de l'île d'Hawaï. Des coulées de lave et de petites explosions phréatomagmatiques détruisent des bâtiments, obligeant les habitants des environs à évacuer sans qu'il y ait de morts. Une nouvelle phase éruptive débute alors avec des éruptions se produisant préférentiellement sur le rift Est avec quelques apparitions de la lave dans le Halemaʻumaʻu et deux éruptions sur le rift Sud-Ouest. Quatre éruptions notables se produisent au cours de cette période marquée par une augmentation du nombre d'éruptions par rapport à la période 1790-1924.

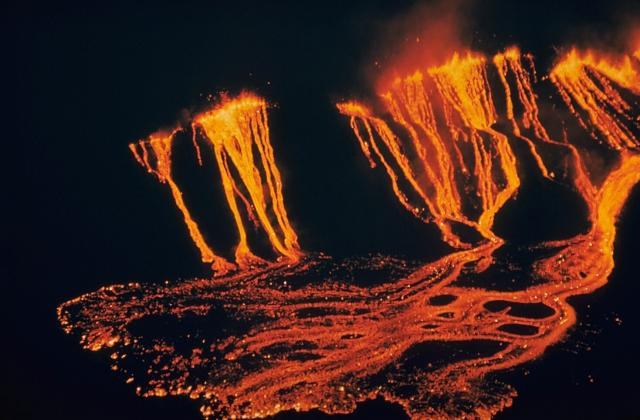
Vue nocturne du début de l'éruption du Kīlauea Iki en 1959 avec des fontaines et des cascades de lave.

La première est celle du Kīlauea Iki, un cratère jouxtant la caldeira, du 14 novembre au 19 décembre 1959,. Au cours de cette éruption, de nombreux phénomènes encore jamais observés se mettent en place et des records encore actuels sont établis. Ainsi, la lave dont la température atteint 1 217 °C, forme une fontaine atteignant jusqu'à 580 mètres de hauteur,, qui donne naissance à un important lac de lave d'une profondeur maximale de 126,2 mètres. Ce lac est alimenté par une rivière de lave qui prend la forme de cascades et de rapides. L'explosion des bulles de gaz volcaniques à la surface du lac provoque la formation de véritables vagues de lave qui déferlent sur les rebords du cratère à la manière des vagues traditionnelles,. Enfin, entre deux fontaines, la lave reflue à l'intérieur de la chambre magmatique, phénomène observé et quantifié pour la première fois, en formant un tourbillon à la surface du lac,.
La seconde éruption lui succède immédiatement dans la partie basse du rift Est, à Kapoho, du 13 janvier au 29 février 1960,. Des fontaines de lave s'ouvrent à proximité d’habitations, formant une coulée de lave qui progresse dans l'océan Pacifique en modifiant le trait de côte et en repoussant un peu plus vers l'est le cap Kumukahi, le point le plus oriental de l'île d'Hawaï. Malgré la construction de digues pour tenter de stopper la lave, la localité de Kapoho est détruite en seulement trente minutes, préfigurant la destruction des localités de Kalapana et de Kaimū en 1990.
La troisième éruption voit la naissance du Mauna Ulu sur le rift Est, au sud-est de la caldeira, du 24 mai 1969 au 22 juillet 1974. En deux épisodes, une fontaine de lave forme un lac et des coulées qui construisent un volcan bouclier en taille réduite. La lave recouvre les environs sur plusieurs dizaines de mètres d'épaisseur et remplissant totalement deux petits cratères situés à proximité,,. Les coulées qui se dirigent vers le sud coupent la Chain of Craters Road, détruisent des sites archéologiques hawaïens pour finalement se jeter dans l'océan Pacifique. Cette éruption, la plus importante depuis l'arrivée des Européens dans l'archipel, rejettera un volume de 345 millions de mètres cubes de lave qui recouvrira 95,5 km2 de superficie et agrandira l'île d'Hawaï entre 0,47 km2 et un peu plus d'un kilomètre carré,.

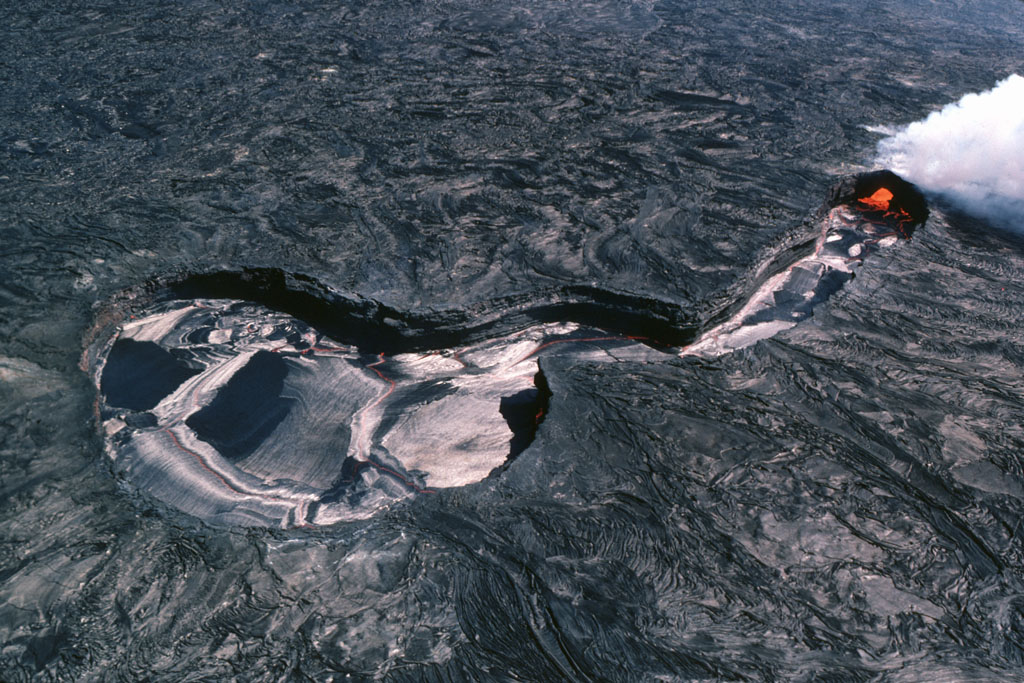
Vue aérienne du lac et du tunnel de lave du Kupaianaha en 1987.

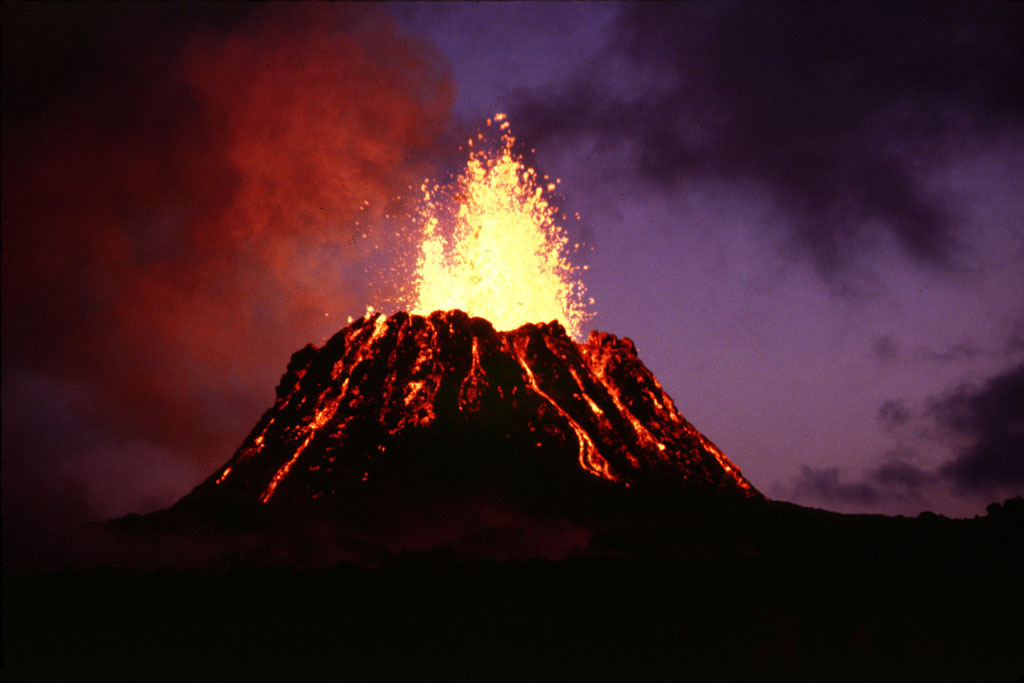
Le cône du Puʻu ʻŌʻō au début de sa construction en juin 1983, six mois après sa naissance.

La quatrième débute le 3 janvier 1983 dans le centre du rift Est et donne naissance au Puʻu ʻŌʻō. Il s'agit de l'éruption la plus importante du Kīlauea depuis que l'archipel est habité avec une longévité de près de trente ans et en décembre 2010, un volume de lave émis de 3,5 km2, une superficie recouverte de 123,2 km2, une superficie cumulée de nouvelles terres de 206,3 ha qui ont agrandi l'île d'Hawaï d'une superficie nette de 14,2 ha, 13,5 kilomètres de routes noyées sous une épaisseur de lave de parfois 35 mètres et 212 bâtiments détruits. Cette éruption s'est manifestée sous différentes formes. La première est une série de fontaines de lave qui fait suite à six premiers mois d'activité fissurale. Ces fontaines intermittentes qui apparaissent toutes les trois à quatre semaines pendant moins de 24 heures et qui s'élèvent jusqu'à 470 mètres de hauteur construisent un cône volcanique, le Puʻu ʻŌʻō. De ce cône s'éloignent des coulées qui se dirigent vers l'océan Pacifique en occasionnant les premières destructions en 1983 et 1984 dans le Royal Gardens. En 1986, cette phase de fontaines prend fin et une activité exclusivement effusive se met en place sur le Kupaianaha, un volcan bouclier en modèle réduit qui se forme non loin. Cette nouvelle bouche éruptive se compose d'un lac de lave d'où s'éloigne une coulée qui emprunte un réseau de tunnels de lave acheminant la lave vers la côte et notamment vers Kalapana et Kaimū qui sont détruites 1990,. Dans le même temps que le Kupaianaha est actif, le cône du Puʻu ʻŌʻō est affecté par des effondrements conduisant à la formation d'un cratère qui abrite temporairement un lac de lave. Début 1992, l'activité volcanique se déplace à nouveau sur le Puʻu ʻŌʻō en quittant définitivement le Kupaianaha. Des fissures volcaniques vont s'ouvrir au pied du cône, vont noyer les pieds de celui-ci sous un nouveau volcan bouclier miniature et des tunnels conduisent à nouveau la lave sur la côte Pacifique. À partir de 1993, d'autres effondrements affectent le Puʻu ʻŌʻō, agrandissant le cratère principal au point que le flanc occidental du cône est presque entièrement détruit en 1997,. Un lac de lave apparaît dans ce cratère et va déborder à la fois par sa brèche occidentale ainsi que par sa brèche orientale. Depuis 1999, l'activité se résume à des apparitions de la lave dans le cratère, sous la forme d'hornitos déversant de petits coulées de lave ou prenant l'aspect d'un lac de lave qui déborde périodiquement, ainsi que par l'activité de deux systèmes de tunnels de lave,,,. Le premier est actif de 2002 jusqu'à la mi-2004 lorsque le second, encore actif, prend le relais ; tous deux permettent aux coulées de lave d'atteindre l'océan,. Le 19 mars 2008, une explosion se produit dans le Halemaʻumaʻu, le cratère situé à l'intérieur de la caldeira sommitale du Kīlauea. Cet événement marque le retour de l'activité éruptive au sommet du volcan depuis 1982 sous la forme d'un lac de lave. Depuis, le niveau de ce lac fluctue à l'intérieur du cratère qui est secoué périodiquement par des explosions. Une nouvelle phase éruptive débute fin avril 2018 avec pas moins de douze événements explosifs distincts entraînant l'émission de panaches volcaniques jusqu'à 8 kilomètres d'altitude. Elle est caractérisée à la fois par une subsidence du cratère Halemaʻumaʻu, créant son effondrement intérieur, et l'ouverture de nombreuses fissures sur le flanc sud-est. L'effondrement du cratère en surface est lié à l'effondrement du toit du réservoir magmatique, ce qui entraîne une surpression dans ce dernier situé à environ 600 m de la surface, déclenchant in fine l'éruption. Ce type de mécanisme éruptif (par piston mécanique entraînant une surpression des fluides volcaniques) n'avait jamais été décrit auparavant et a pu être mis en évidence par l'analyse de données sismiques. Les fissures ouvertes sur le flanc sud-est, notamment la fissure 8 située dans le lotissement de Leilani, provoquent des épanchements de laves fluides et rapides qui rejoignent la mer. Le parc de vacances et sa baie sont entièrement recouverts et plusieurs anciens tunnels de lave, dont les Pahoa Caves, sont profondément remaniés. Cette éruption débutée en 1983 se termine officiellement le 5 septembre 2018, soit une durée de près de 35 ans.
Après cette longue éruption du Puʻu ʻŌʻō, le Kīlauea entre dans une période d'éruptions plus courtes et principalement localisées dans ou à proximité du Halemaʻumaʻu. Moins d'un an après l'effondrement et l'éruption de la caldeira du Kīlauea en 2018, de l'eau apparaît dans le Halemaʻumaʻu nouvellement approfondi. Le lac, sans précédent dans les archives écrites, atteint une profondeur d'environ 50 mètres avant que la lave de l'éruption du 20 décembre 2020 au 23 mai 2021 ne le fasse rapidement disparaître par ébullition,. D'autres éruptions se produisent du 20 décembre 2020 au 23 mai 2021, du 29 septembre 2021 au 16 septembre 2023, le 3 juin 2024, du 15 au 20 septembre 2024 et à partir du 23 décembre 2024,,.

### Occupation par les Hawaïens

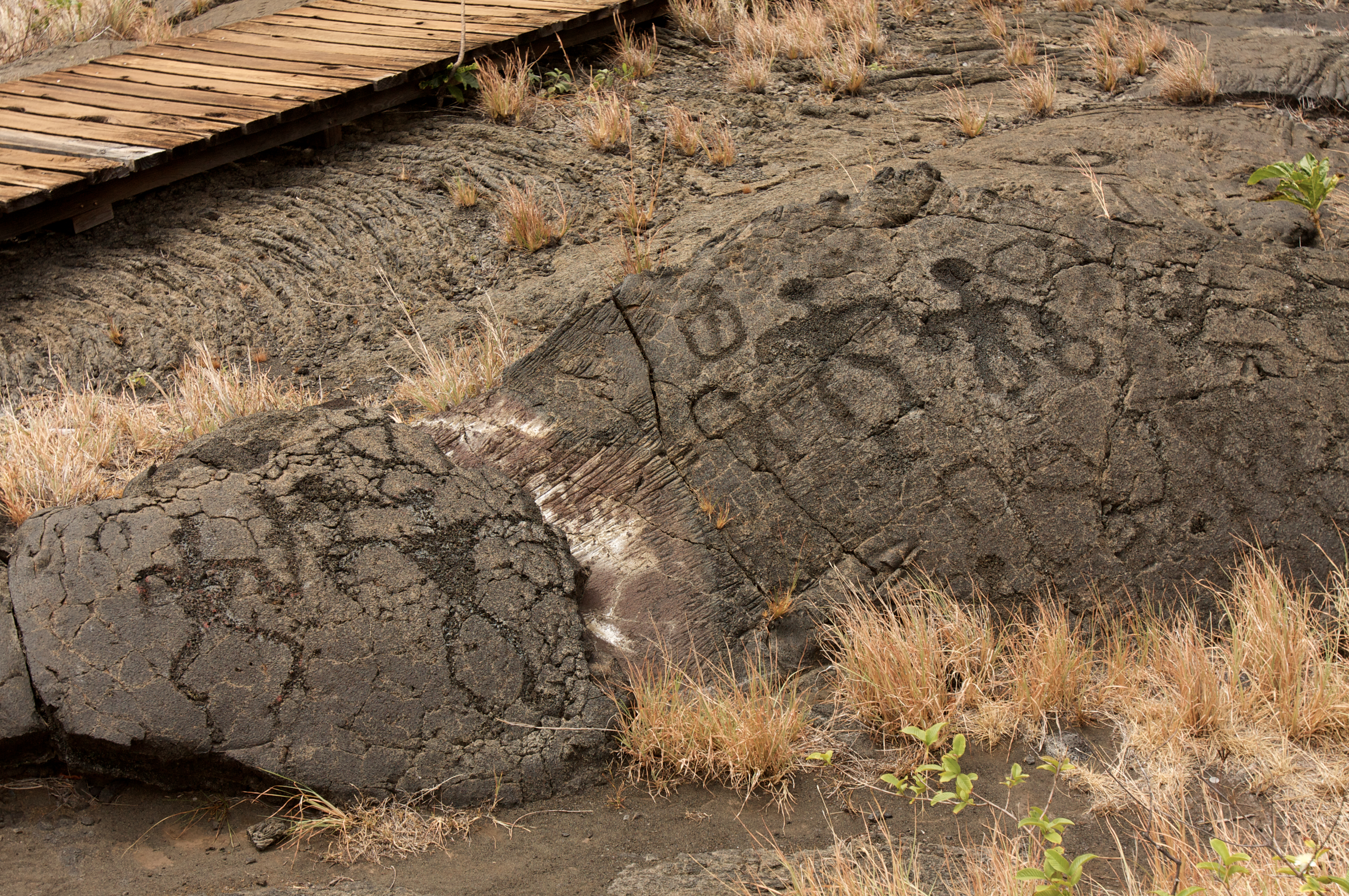
Quelques-uns des pétroglyphes de Puʻu Loa le long du littoral Pacifique.

Les Hawaïens sont arrivés dans l'archipel il y a environ 1 500 à 2 000 ans, provenant du reste de la Polynésie, probablement des îles Marquises. Sur l'île d'Hawaï, ils sont confrontés à l'intense volcanisme, notamment celui du Kīlauea. Ils construisent alors un mythe selon lequel Pélé, déesse du feu et des volcans, est chassée de Tahiti par sa sœur Nāmaka, déesse de l'eau. Réfugiée à Hawaï, elle fait du Kīlauea sa demeure et chacune de ses colères se traduit par une éruption du volcan. Pour les Hawaïens, la caldeira est alors une terre sacrée interdite d'accès puisque demeure de Pélé. Autour de cette histoire se construisent d'autres légendes, elles aussi liées au volcanisme. Ainsi, les arbres de lave sont une création de Pélé lorsque, mauvaise perdante à l'issue d'une course de hōlua, elle déverse un flot de lave sur son concurrent et sur les spectateurs trop proches qui se figent en monolithes de basalte. D'autres produits du volcanisme sont associés à la déesse comme les cheveux et larmes de Pélé, des formations de verre volcanique qui, comme leurs noms l'indiquent, forment une partie du corps de Pélé ou encore les fumerolles qui constituent sa respiration et qui ont des vertus purificatrices.
En raison de ces croyances, le sommet du Kīlauea demeure inhabité par les Hawaïens mais ils sont toutefois présents sur ses flancs. Ainsi, des ruines d'habitations datant du XVe siècle ont été retrouvées du littoral jusqu'à une certaine altitude. Leurs occupants vivaient de l'agriculture, de la pêche, de l'élevage et récoltaient des plantes, notamment médicinales, ainsi que des matières premières telles que le bois, des plumes décoratives, de l'obsidienne pour les outils, etc,. Ces occupations et activités génèrent des déplacements qui conduisent à la création d'un réseau de pistes permettant de rejoindre d'autres parties de l'île. L'une d'entre elles, longeant la côte au pied de la montagne et utilisée avant l'arrivée des Européens, est devenue le Puna Coast Trail. En 1790, un groupe d'Hawaïens conduit par Keōua Kūʻahuʻula, le chef de Kaʻū, voyage de la côte occidentale à la côte orientale de l'île via le sommet,. Ils sont surpris par une éruption qui rejette de grandes quantités de cendre, tuant 80 d'entre eux,. Depuis, leurs empreintes de pied conservées dans la cendre solidifiée s'étendent dans le désert de Kaʻū,.

### Découverte et exploration européenne du volcan

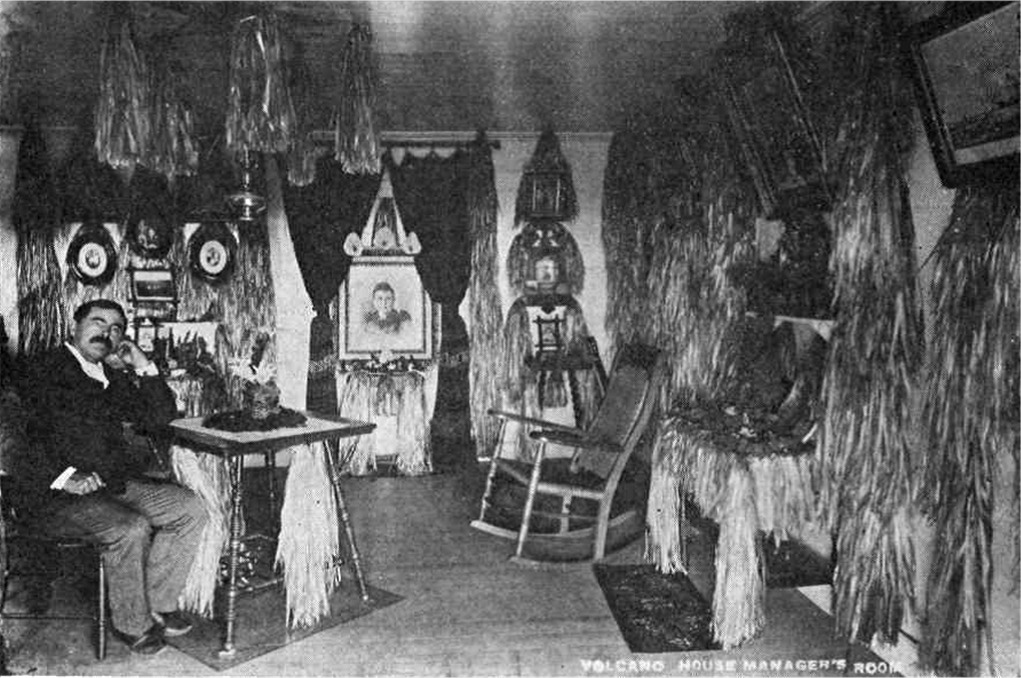
Vue de l'intérieur du Volcano House en 1908.

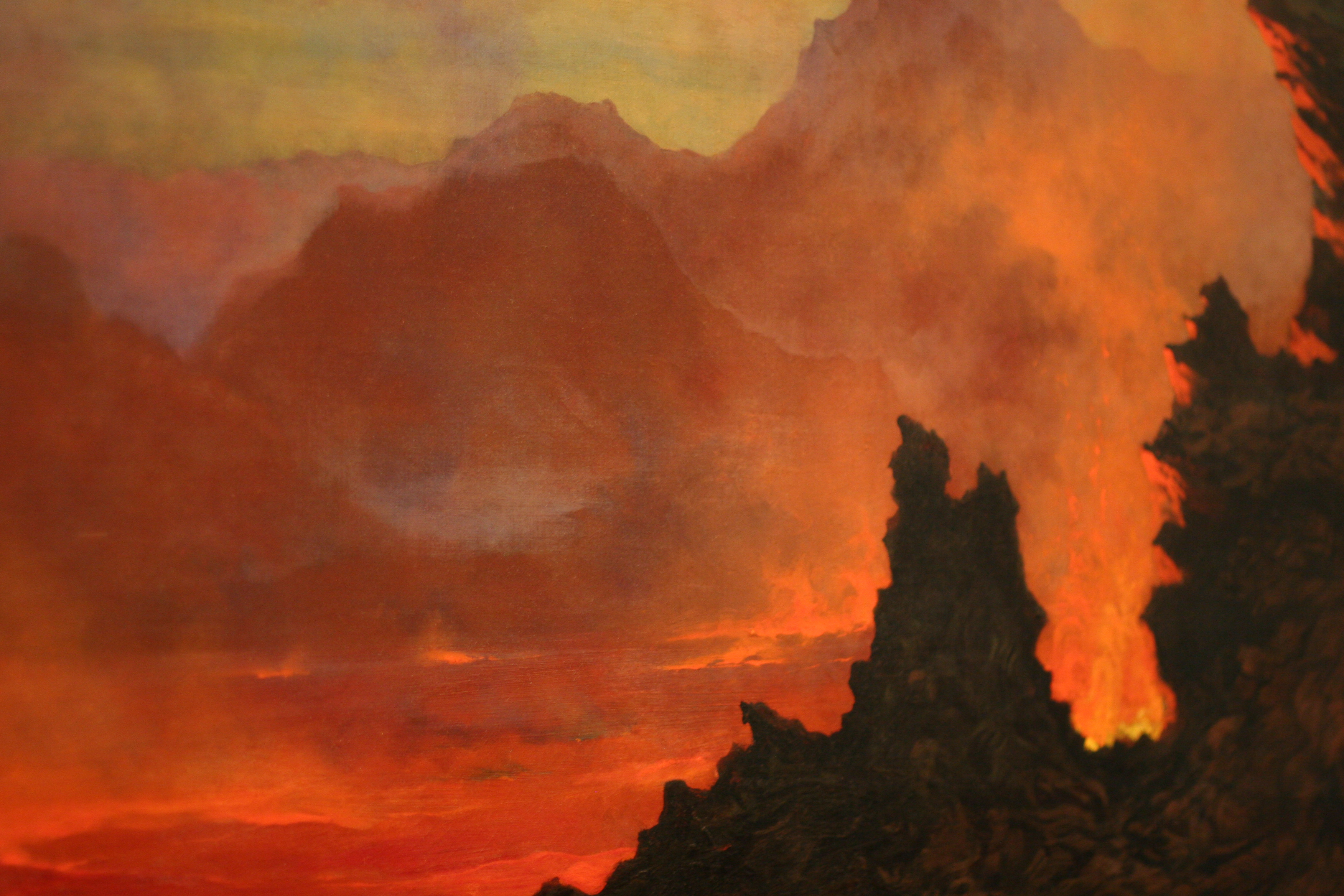
Exemple de toile de la Volcano School : Kilauea Caldera, Sandwich Islands, Jules Tavernier, 1886.

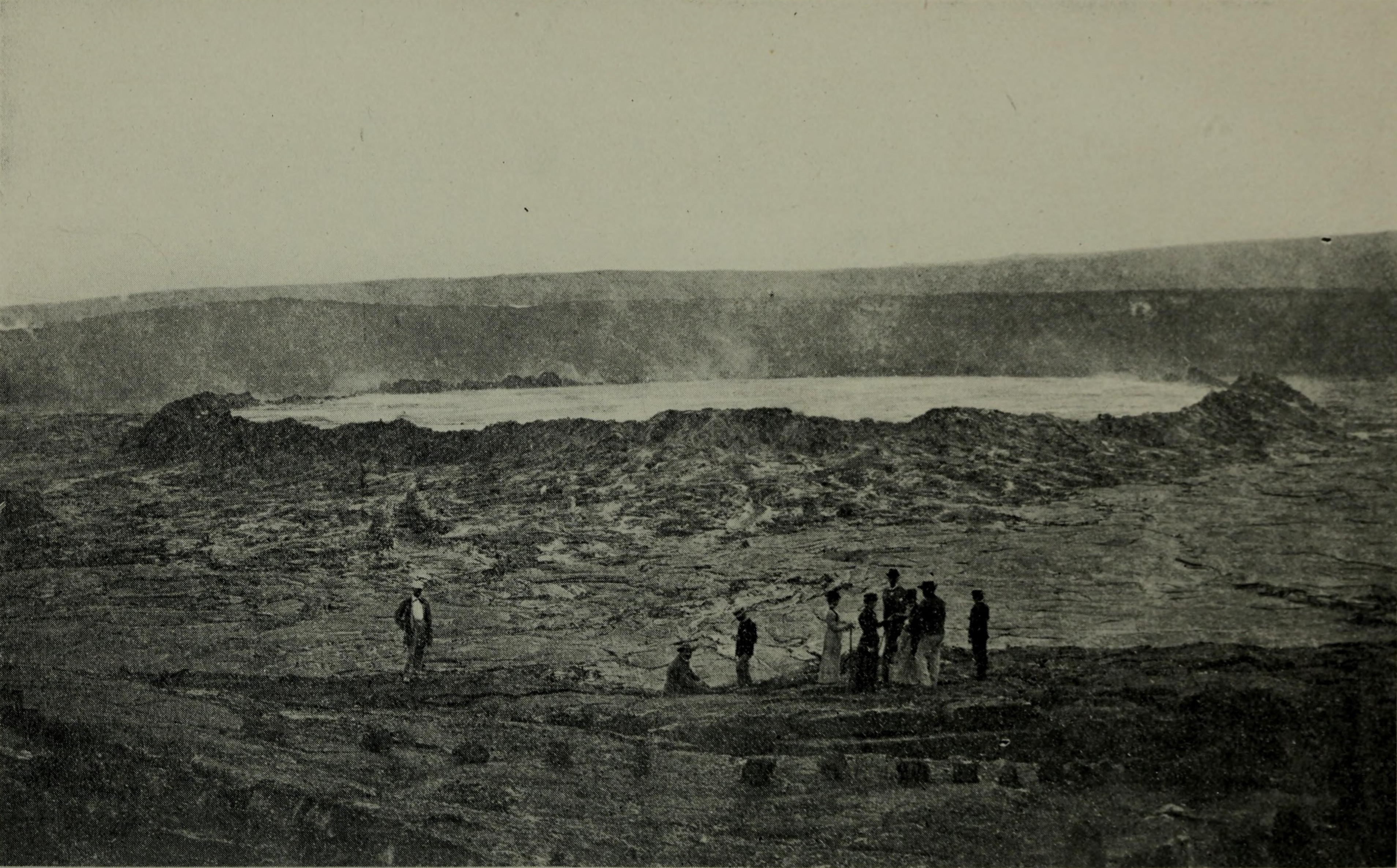
Vue du lac de lave du Halemaʻumaʻu et de touristes à la fin du XIXe siècle.

L'archipel d'Hawaï est découvert par les Européens en 1778 lorsque James Cook aborde l'île d'Hawaï mais ce n'est qu'en 1823 que le premier Européen se rend au sommet du Kīlauea avec le révérend William Ellis,. Celui-ci inaugure le tourisme volcanique sur le Kīlauea. Pour répondre à la demande, le premier hôtel, le Volcano House, ouvre ses portes en 1846 sur le rebord Nord-Est de la caldeira. Les premiers touristes se rendent au volcan en provenance de Hilo au nord-est et de Naalehu au sud-ouest en empruntant deux routes bien entretenues pour l'époque mais aussi un chemin de fer qui parcourt quarante des cinquante kilomètres séparant Hilo au sommet. Les pentes douces du Kīlauea permettent une ascension aisée et rendent inattendue l'arrivée à la caldeira, les voyageurs ne s'apercevant qu'au dernier moment qu'ils atteignent le sommet. Ces visiteurs accompagnés de guides se rendent à l'intérieur de la caldeira et peuvent y observer de 1865 à 1924 un lac de lave permanent dans le Halemaʻumaʻu. Outre l'observation du lac de lave, les attractions populaires consistent à allumer des cigares dans les fissures brûlantes, à faire cuire des œufs sur la lave chaude et à faire roussir les cartes postales pour plus d'authenticité. L'observation des éruptions du Kīlauea mais aussi celles du Mauna Loa inspirent les peintres qui produisent de nombreuses toiles. Leur style, marqué par l'incandescence de la lave dans le crépuscule ou la nuit a donné naissance à la Volcano School, un mouvement artistique de la fin du XIXe siècle spécifique à cette thématique hawaïenne mais portée par des artistes non autochtones.
L'exploration du volcan se fait petit à petit depuis la caldeira et les axes de communication qui le parcourent. Ainsi, le tunnel de lave Thurston n'est découvert qu'en 1913 bien qu'il se trouve au sommet du Kīlauea, à proximité immédiate de la caldeira. La volonté de protection et d'une meilleure compréhension du volcan suit très vite l'essor du tourisme sous l'impulsion de Lorrin Thurston, homme d'affaires, législateur et politicien hawaïen, et Thomas Jaggar, volcanologue américain. Ainsi, l'observatoire volcanologique d'Hawaï est créé en 1912 par ces deux hommes, et le parc national des volcans d'Hawaï est établi en 1916 par la volonté de Thurston. La création de ce parc national et l'amélioration des infrastructures vont augmenter l'attrait du volcan pour les touristes. Ainsi, le Volcano House est agrandi en 1921, en 1941 après un incendie puis en 1958. À la suite de la mise en place du New Deal pour lutter contre la Grande Dépression de 1929, le Civilian Conservation Corps, composé de jeunes chômeurs, est mis en place dans l'ensemble des États-Unis. Sur le Kīlauea, ces équipes construisent de nombreuses infrastructures encore utilisées ou opérationnelles : routes, chemins, sentiers, lutte contre l'érosion, etc.

## Prévention

### Risques

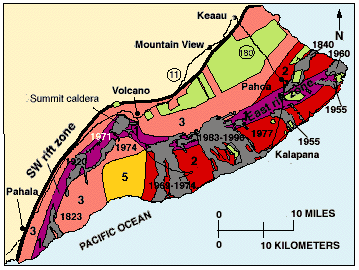
Carte du zonage du risque volcanique sur le Kīlauea.

Les éruptions du Kīlauea se produisent exclusivement dans trois secteurs du volcan : la zone sommitale représentée par sa caldeira contenant le cratère du Halemaʻumaʻu ainsi que les rifts Est et Sud-Ouest,,,. Le rift Est et la caldeira sont les deux secteurs les plus actifs, le rift Sud-Ouest n'ayant connu que cinq éruptions depuis l'arrivée des Européens, la dernière s'étant produite en 1974. Cette forte ségrégation spatiale des risques volcaniques, présente aussi sur les autres volcans de l'île d'Hawaï, a conduit à un zonage du Kīlauea : les rifts et la caldeira constituent la zone 1 de risque maximal. La zone 2 s'étend autour de la zone 1 dans le secteur du rift Est, là où la pente conduit les coulées de lave à s'épancher. La zone 3 regroupe le reste du volcan où les coulées sont moins fréquentes du fait de la topographie ou bien de la fréquence d'éruption moindre, à l'exception de la région au sud de la caldeira classée en zone 5 de par les rebords de la caldeira et les escarpements qui dévient les coulées.
Le risque volcanique est représenté par la possibilité de l'ouverture subite du sol en raison du déclenchement d'une éruption ou bien de l'intensification brutale d'une éruption déjà en cours. Ainsi, le 5 mars 2011, un ensemble de fissures baptisé Kamoamoa s'ouvre à l'ouest du Puʻu ʻŌʻō et de la lave en sort immédiatement. Des signes précurseurs avaient été observés et enregistrés mais pas à l'endroit de l'ouverture des fissures. De même, le lac de lave du Puʻu ʻŌʻō déborde fréquemment, recouvrant les flancs du cône volcanique sous une nouvelle couche de lave, quand ce n'est pas le cône en lui-même qui est sujet à des effondrements. Enfin, les fontaines de lave peuvent être déviées subitement, projetant de la lave incandescente dans des endroits jusqu'alors épargnés. Ce scénario s'est produit en 1959 sur le Kīlauea Iki ainsi que sur le Puʻu Huluhulu lors de l'éruption du Mauna Ulu de 1969 à 1974. Ces éruptions entraînent généralement la formation de coulées de lave qui progressent selon la topographie rencontrée et détruisent tout sur leur passage : végétation, cultures, infrastructures de transport, bâtiments, etc. Néanmoins, l'éloignement des habitations des lieux des éruptions et leur faible explosivité expliquent le danger limité que représentent ces coulées de lave pour les populations en elles-mêmes. Ainsi, malgré sa grande activité volcanique qui est permanente depuis 1983, le Kīlauea demeure un volcan peu dangereux et peu destructeur.
L'entrée d'une coulée de lave dans l'océan Pacifique est source de risques spécifiques,,. La zone de contact entre une coulée de lave du Kīlauea et l'océan prend généralement la forme d'un delta de lave, comme celui de Kamokuna. Du fait de sa structure instable reposant sur des matériaux meubles, ces deltas sont susceptibles de s'effondrer brutalement, de manière totale en étant entièrement engloutis dans l'océan ou de manière partielle en s'affaissant. Dans les deux cas, l'eau de mer entre subitement avec d'importantes quantités de lave, créant un choc thermique. Il s'ensuit des explosions phréatomagmatiques plus ou moins puissantes qui projettent de la lave, de l'eau brûlante et de la vapeur d'eau aux alentours. Dans certains cas, des pseudo-cratères peuvent se construire. En outre, le danger est aussi présent en mer avec l'augmentation de la température de l'eau en raison de son réchauffement par la lave. Elle peut ainsi atteindre près de 70 °C à proximité de la coulée et présenter des valeurs de 35 °C à cent mètres du rivage. Des blocs de lave en cours de refroidissement peuvent aussi remonter et flotter à la surface de l'eau, présentant un autre risque pour la navigation. Ces phénomènes brutaux comptent parmi les plus dangereux pour les personnes situées à proximité, dangers représentés par le fait d'être précipité dans l'océan lors d'un effondrement, d'être brûlé par de la lave, de l'eau ou de la vapeur ou de recevoir des blocs de lave plus ou moins gros projetés dans les airs. Des accidents se produisent occasionnellement, le cas d'une personne disparue lors de l'effondrement d'un delta en 1993 étant le dernier mortel. Ainsi, les visiteurs ne sont pas autorisés à s'approcher à moins de 400 mètres d'un point d'entrée de la lave dans l'océan et les deltas de lave sont interdits d'accès.
Une fois solidifiées, les coulées de lave continuent de représenter une source de danger en raison de leur température élevée qu'elles peuvent conserver des années mais aussi en raison de leur surface accidentée présentant des roches coupantes et par la présence de cavités plus ou moins grandes dont le toit peut s'effondrer sous le poids d'une personne,. De la lave liquide peut encore être présente dans ces cavités, notamment les tunnels de lave encore en activité. Ces accidents de terrain sont aussi représentés par des failles qui prennent la forme de falaises ou d'ouvertures dans le sol, constituant ainsi des risques de chute,. Les gaz volcaniques émis continuellement par le volcan, même dans des secteurs n'étant pas entrés en éruption depuis des années, peuvent provoquer une irritation des voies respiratoires,,. Les cendres et autres particules rejetées dans les panaches volcaniques peuvent elles aussi entraîner des irritations des voies respiratoires mais aussi des yeux. Les autres matériaux éjectés lors des éruptions et retombant plus ou moins loin peuvent détruire la végétation et les cultures,. Les cheveux de Pélé, parfois emportés sur des dizaines de kilomètres par le vent, peuvent se retrouver dans des pâturages, les rendant inexploitables car ces aiguilles de lave représentent un danger mortel pour le bétail lorsqu'il les ingère. Le risque sismique n'est pas négligeable puisque le Kīlauea tremble en permanence et que les secousses peuvent dépasser une magnitude de 7, provoquant alors l'ouverture de faille, des chutes de rochers et des tsunamis,.
Les risques non liés au volcanisme sont représentés par les conditions climatiques, l'ensoleillement important, les températures élevées et le vent pouvant conduire à une déshydratation ou une insolation, mais aussi les incendies qui peuvent se déclarer dans la végétation sèche qui s'étend sur une bonne partie du volcan ou encore la présence de munitions datant de la Seconde Guerre mondiale sur le rift Sud-Ouest, notamment dans le désert de Kaʻū et à proximité de l'océan Pacifique. La faune peut s'avérer dangereuse avec les chilopodes, les scorpions et la veuve noire ou encore source de nuisances avec le chat haret, la mangouste et la souris.

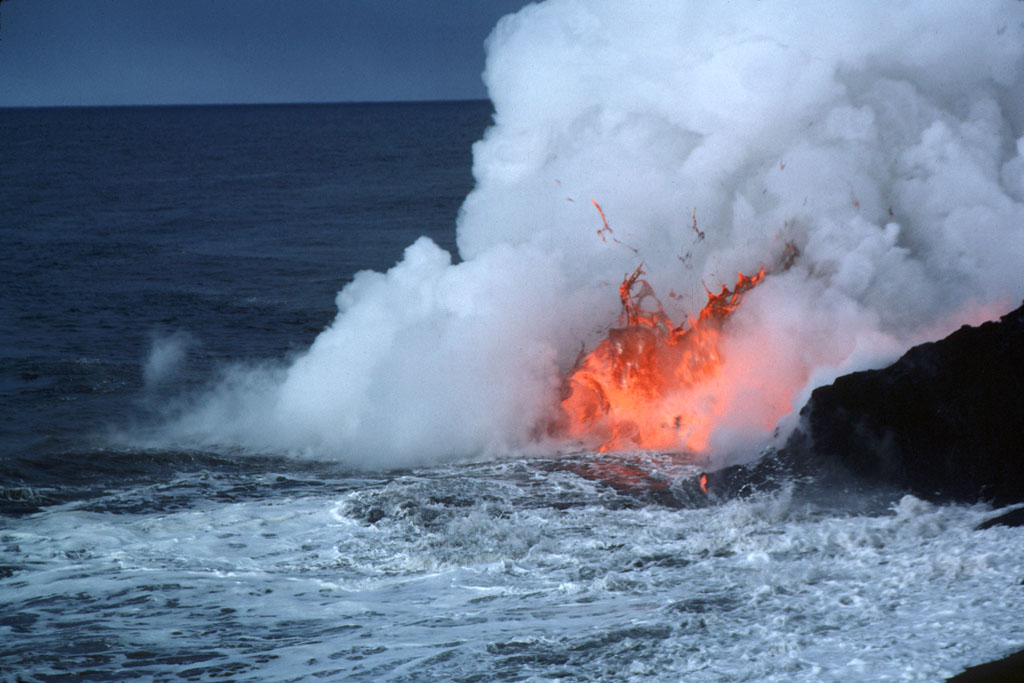
Petite explosion provoquée par l'entrée de la lave dans l'océan.
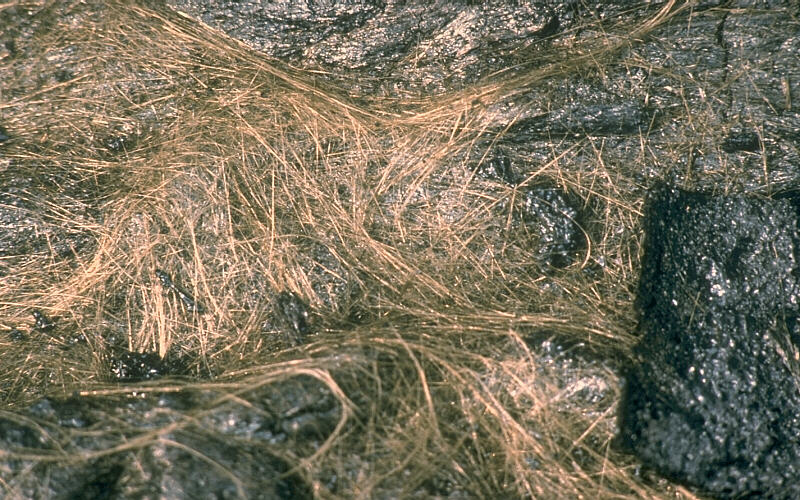
Cheveux de Pélé émis par le Puʻu ʻŌʻō.
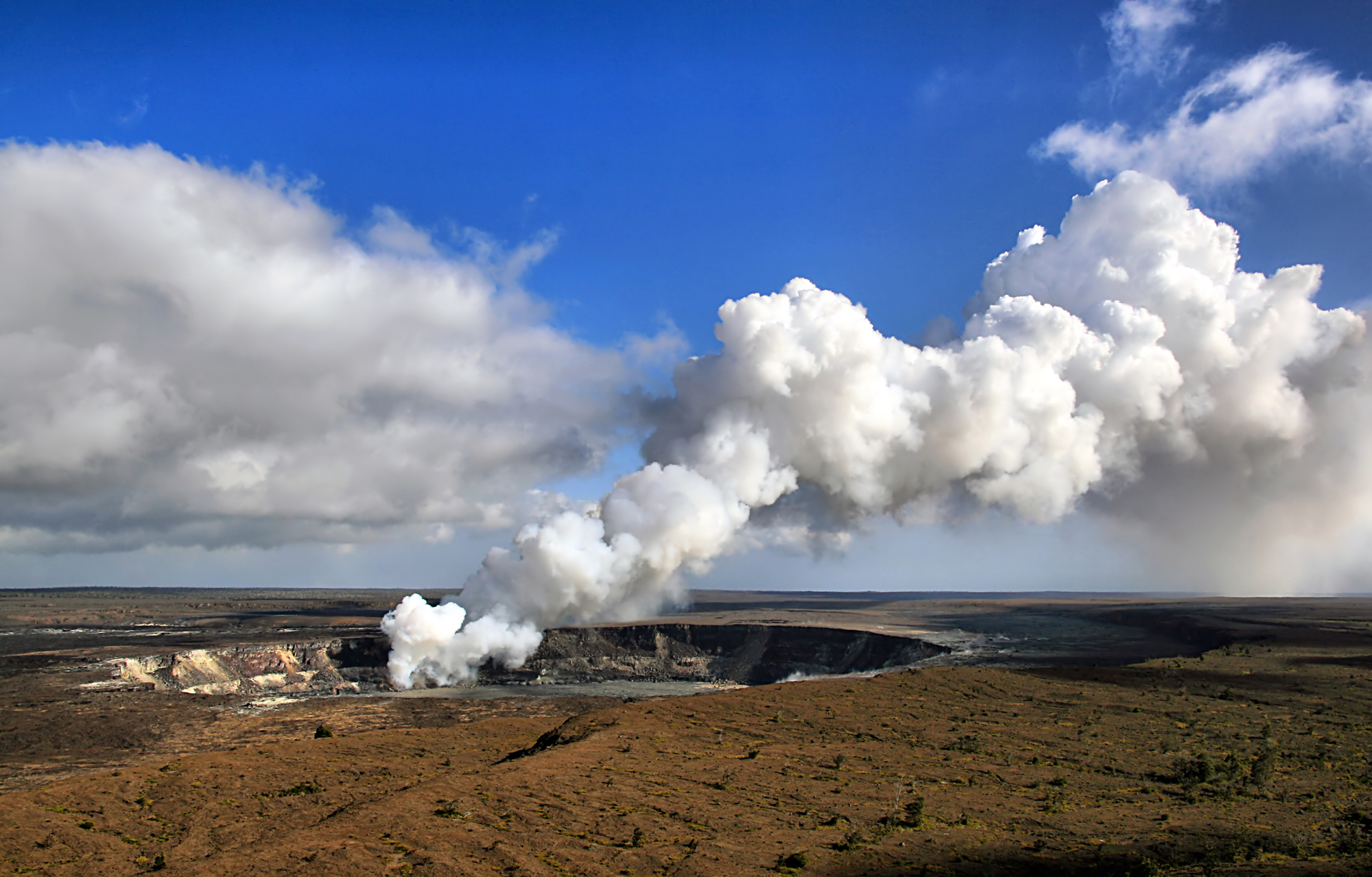
Panache de gaz volcaniques soufrés rejetés par le Halemaʻumaʻu en 2008.

### Surveillance et prévention volcanologique

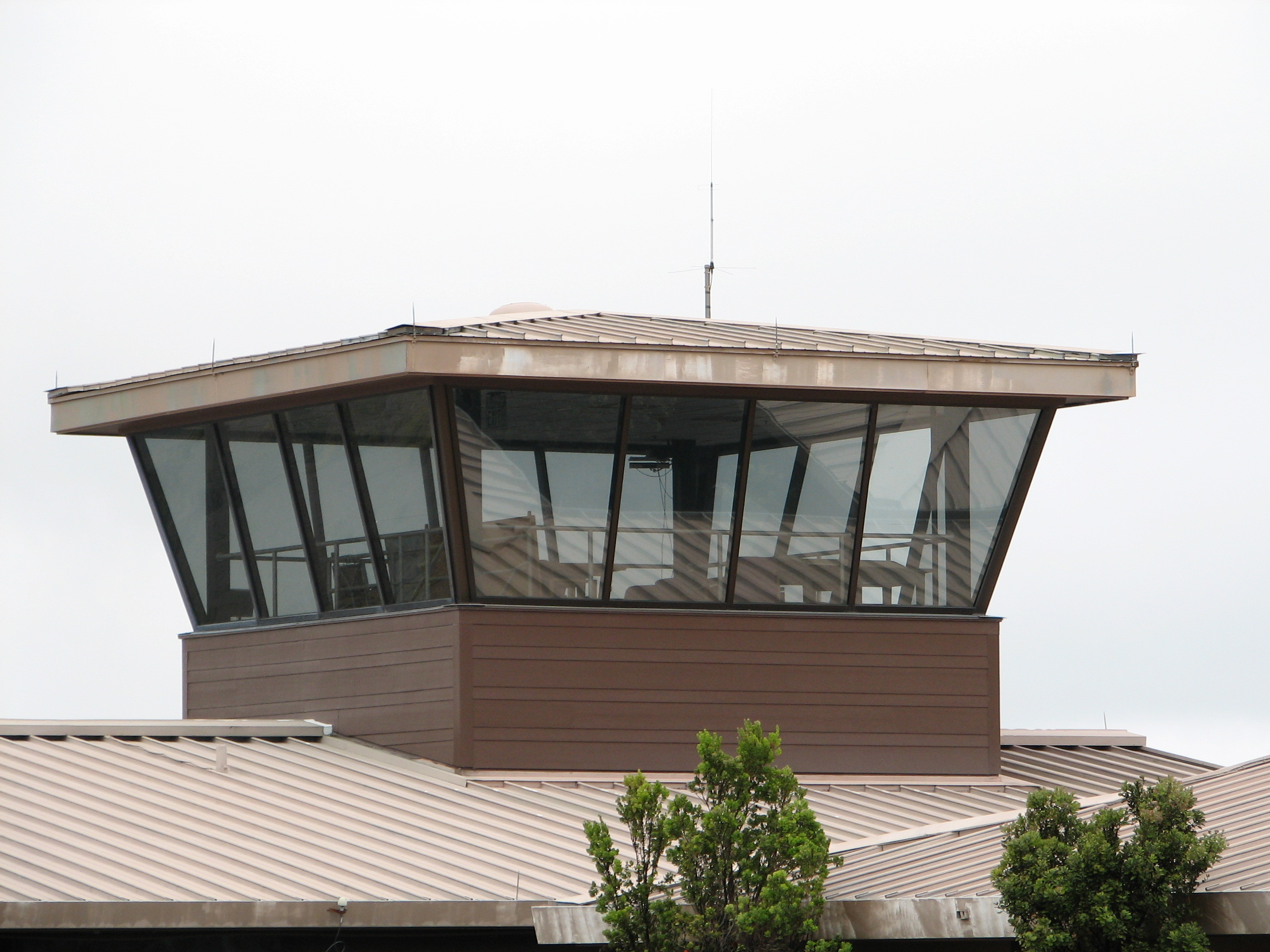
La tour d'observation de l'observatoire volcanologique d'Hawaï au sommet du Kīlauea.

La surveillance volcanologique du Kīlauea est assurée par l'observatoire volcanologique d'Hawaï. Cet institut scientifique est né de la collaboration de Lorrin Thurston, homme d'affaires, législateur et politicien hawaïen, et Thomas Jaggar, volcanologue américain. Lors d'un séjour professionnel à Hawaï, Jaggar visite le Kīlauea et décide de consacrer sa vie à l'étude de ce volcan et à la création d'un observatoire volcanologique. Celui-ci ouvre en 1912, ce qui fait de lui le premier organisme de recherche de ce genre aux États-Unis et le troisième au monde après celui du Vésuve en Italie et celui de la montagne Pelée en Martinique. Les premières observations et études débutées quelques années auparavant sont alors complétées par l'installation d'un sismographe sur le rebord de la caldeira,,. Ce sera le premier instrument de mesure d'un maillage qui se développera au fil des années, notamment dans les années 1970, pour atteindre une soixantaine de sismographes sur l'ensemble de l'île d'Hawaï au début du XXIe siècle. D'autres instruments, comme des tiltmètres ou des stations GPS, complèterons la gamme des appareils de surveillance. Les données récoltées sont analysées par une équipe de volcanologues secondés par des volontaires étudiants en géologie.
L'ancienneté de l'organisme, son appartenance à l'Institut d'études géologiques des États-Unis, une agence gouvernementale américaine qui lui confère d'importants moyens financiers, et la taille de son équipe scientifique fait que cet observatoire est l'un des plus réputés et des plus performants au monde. Il a ainsi contribué à une meilleure compréhension des volcans en général et des volcans effusifs en particulier. Ces connaissances du comportement des phénomènes éruptifs du Kīlauea sont aussi utilisées pour la protection des populations, autre axe de travail de l'observatoire. Cette activité passe essentiellement par de la communication auprès des populations et par de la concertation avec les autorités mais elle s'est aussi concrétisée sur le terrain par la construction de digues pour tenter de dévier des coulées comme en 1960 à Kapoho et par une évacuation réussie des populations côtières à la suite de l'arrivée d'un tsunami en 1933,.

## Activités

### Tourisme

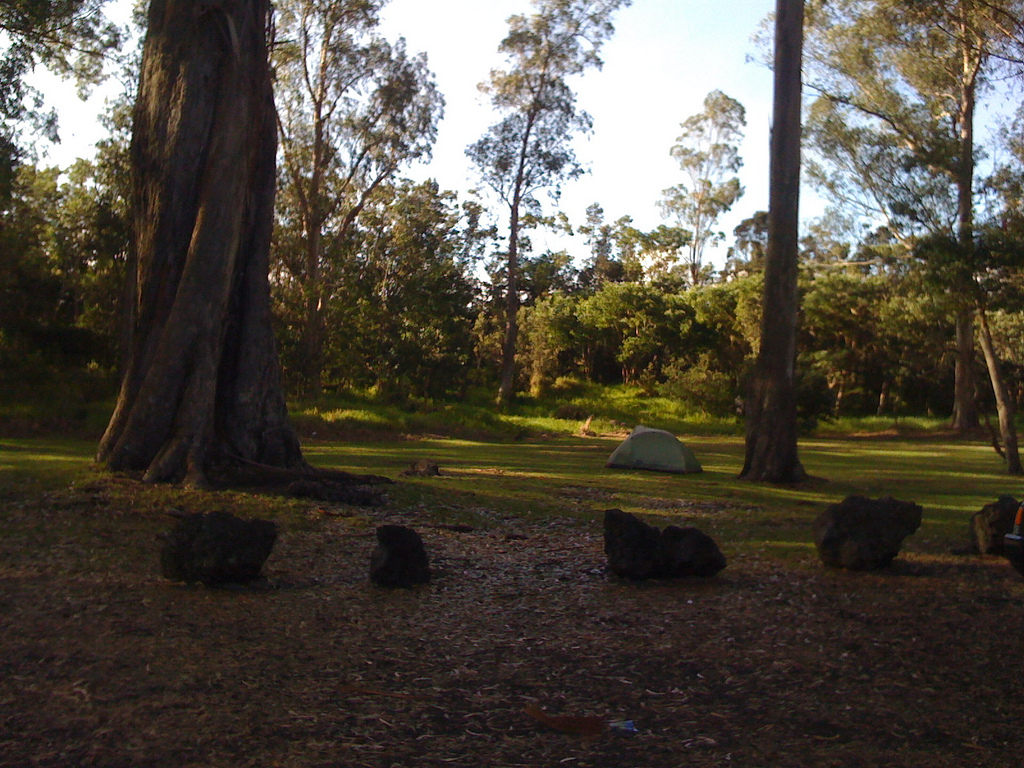
Vue du camping de Nāmakanipaio au sommet du Kīlauea.

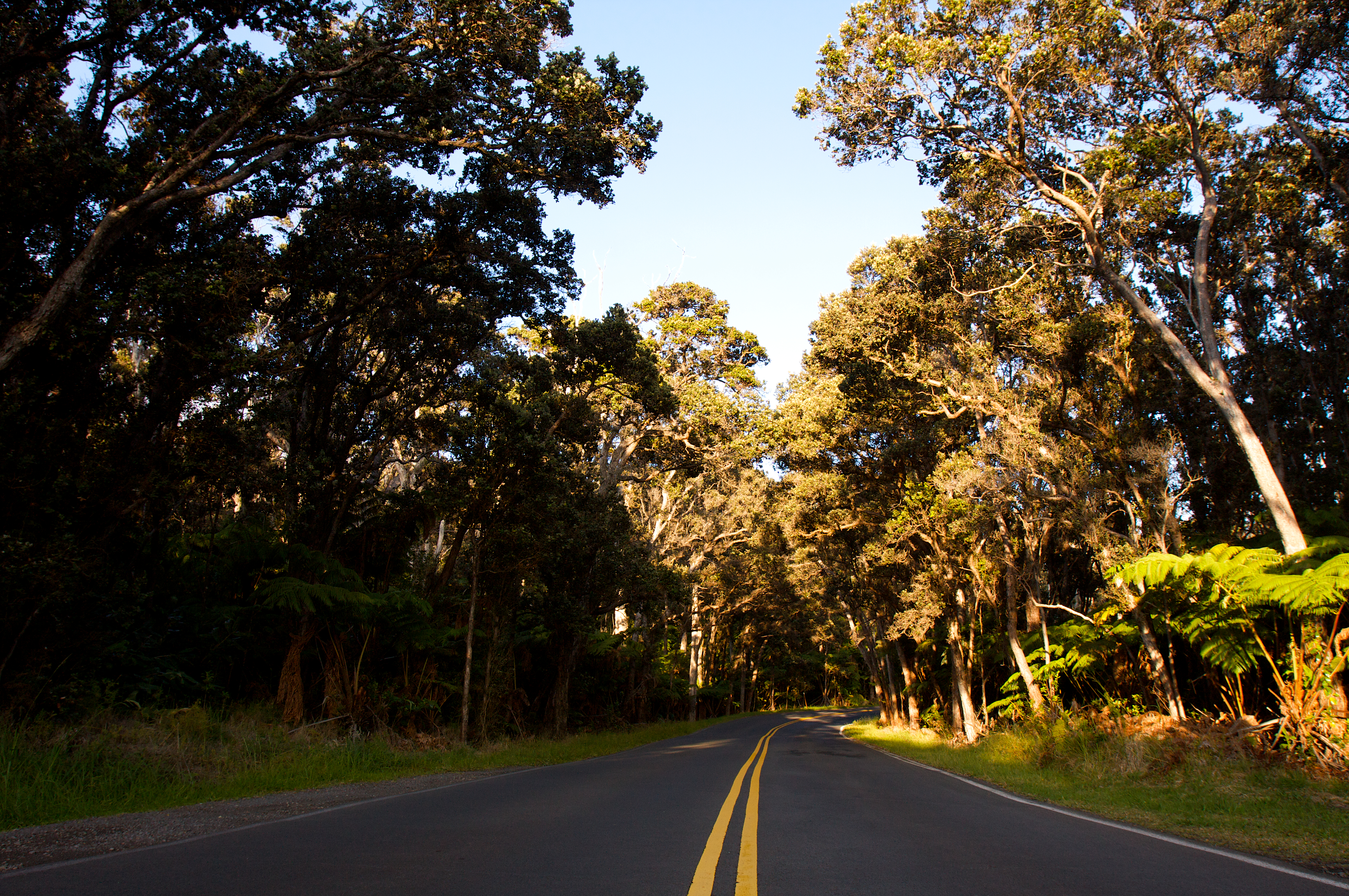
Début de la Chain of Craters Road au milieu de la forêt tropicale, route touristique reliant le sommet du Kīlauea à l'océan Pacifique.

Le tourisme représente une importante activité économique de l'île d'Hawaï en général et du Kīlauea en particulier. La fréquentation annuelle moyenne du parc national des volcans d'Hawaï entre 2007 et 2011 se situe à 1 325 642 visiteurs, soit un peu au-dessus de celle du Haleakalā, le second parc national d'Hawaï, ce qui en fait le treizième parc national le plus visité sur les 58 que comptent les États-Unis. Ces chiffres n'incluent toutefois pas les touristes qui se rendent sur le Kīlauea sans franchir les limites du parc et ils prennent aussi en compte ceux qui se rendent sur le Mauna Loa.
La principale activité touristique dans la partie du Kīlauea couverte par le parc est la randonnée et la pratique du vélo dans les lieux les plus populaires du volcan qui sont la caldeira sommitale et ses abords, la Chain of Craters Road qui s'en éloigne avec les sentiers accessibles depuis cette route ainsi que les sites d'observation de l'entrée de la lave dans l'océan en contrebas du rift Est. Outre les phénomènes et formations géologiques ainsi que les écosystèmes, les touristes peuvent aussi découvrir les quelques biens culturels du parc représentés par les quelque 23 000 pétroglyphes de Puʻu Loa situés au bout de la Chain of Craters Road, à proximité de l'océan Pacifique,, ainsi que les empreintes de pas d'Hawaïens solidifiées dans des couches de cendre du désert de Kaʻū. L'accueil du public se fait dans le centre des visiteurs et la découverte de la géologie du volcan est principalement exposée au Jaggar Museum, tous deux situés au bord de la caldeira, juste après la porte d'entrée du parc,. Les locaux de l'observatoire volcanologique d'Hawaï ne sont pas ouverts au public mais certains de leurs instruments de mesure comme des sismographes sont exposés dans le musée tout proche,. Ces sites sont accessibles depuis le reste de l'île d'Hawaï via la Hawaii Route 11 qui traverse le Kīlauea dans le sens de la longueur. Dans la partie du Kīlauea couverte par le parc, les touristes ont accès à différents services dont l'hôtel-restaurant de Volcano House, d'autres se trouvant à proximité mais à l'extérieur du parc à Volcano, les campings de Nāmakanipaio et de Kulanaokuaiki et différentes installations de commodités (toilettes, points d'eau, coins pique-nique, points de vue, panneaux explicatifs, etc.),. Le Kilauea Military Camp, situé au bord de la caldeira entre la porte d'entrée du parc et le Jaggar Museum, est un site de villégiature uniquement ouvert aux militaires, aux gardes nationaux et aux employés du département de la Défense américaine incluant les garde-côtes.

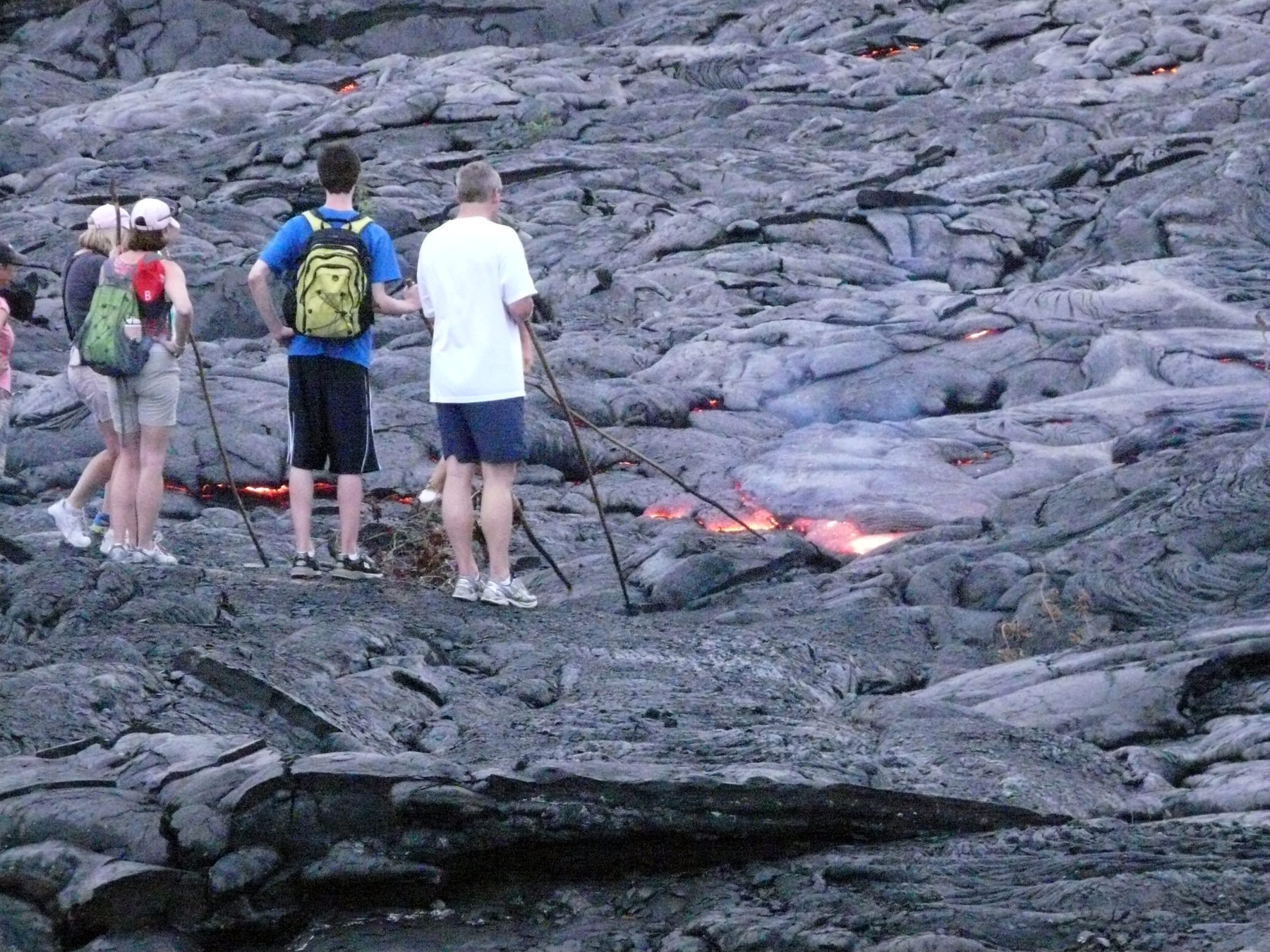
Touristes à proximité d'une coulée de lave en fusion.

En dehors du parc national, le reste du Kīlauea est accessible via l'extrémité orientale de la Hawaii Route 11 descendant sur Hilo ainsi que par la Hawaii Route 130 partant de Hilo et desservant la partie orientale du rift Est. Ces deux routes permettent d'accéder à plusieurs zones protégées telles qu'une réserve naturelle nationale et quatre réserves forestières d'État,.
En raison de l'activité du volcan et des risques que cela implique, certains secteurs du Kīlauea sont interdits d'accès. C'est le cas de la totalité du fond de la caldeira sommitale ainsi que de la partie sud-ouest de la Crater Rim Road et du Crater Rim Trail qui en font le tour, entre le Jaggar Museum et le début de la Chain of Craters Road. Sur les flancs du volcan, l'interdiction concerne notamment l'extrémité du Napau Crater Trail au-delà du Nāpau en direction du Puʻu ʻŌʻō. Ce sentier de randonnée est aussi concerné par une restriction de son accès entre le Puʻu Huluhulu et le Nāpau et ne peut être emprunté sur cette portion qu'après avoir obtenu une autorisation de la part des services du parc national,. Toujours sur le flanc oriental du volcan, l'épanchement des coulées de lave émises par le Puʻu ʻŌʻō interdit d'accès ses abords et une vaste zone entre le cratère et l'océan, dont la réserve naturelle nationale de Kahaualeʻa,. Une zone du littoral à proximité du point d'entrée de la lave dans l'océan est cependant accessible afin que les touristes puissent s'approcher de la coulée. Enfin, la Chain of Craters Road est recouverte par les coulées de lave juste après l'arche marine d'Hōlei, la rendant impraticable. Les véhicules doivent ainsi rebrousser chemin jusqu'au sommet du volcan et, s'ils désirent observer l'entrée de la lave dans l'océan, sortir du parc national, redescendre sur la côte orientale en contournant le Puʻu ʻŌʻō et prendre la direction de Kalapana.

### Protection environnementale

Carte des aires protégées du Kīlauea.

La majorité du Kīlauea est incluse dans des aires protégées de différentes natures. La plus grande part du volcan se trouve dans le parc national des volcans d'Hawaï qui s'étend aussi sur le Mauna Loa. Ce parc couvre la totalité de ses flancs sud-ouest et sud, son sommet ainsi qu'une partie de son flanc est. Sur ses pentes orientales se trouvent aussi la réserve naturelle nationale de Kahaualeʻa, ainsi que les réserves forestières d'État d'Olaʻa, de Nanawale, de Malama Ki et de Keauohana.
Cette protection de l'environnement vise à préserver les écosystèmes couvrant les pentes du volcan et composés en très grande majorité d'espèces endémiques dont certaines sont menacées,. Ces menaces sont représentées par les incendies, les activités humaines, notamment le pâturage des bovins et l'exploitation forestière, les maladies comme le paludisme aviaire mais surtout le développement d'espèces allochtones arrivées depuis 200 ans qui se montrent invasives comme de nombreuses espèces de plantes ainsi que des espèces animales telles que les chèvres sauvages, le chat haret, le cochon, le mouton, la mangouste, le rat, les fourmis et les guêpes,. Afin d'endiguer et de réduire au minimum ces menaces, le parc national s'est fixé plusieurs buts. Ceux-ci concernent l'éradication des espèces invasives, la restauration écologique des écosystèmes perturbés vers le stade climax, la réintroduction d'espèces là où elles avaient disparu et notamment la bernache néné, le pétrel des Hawaï, la tortue imbriquée et des espèces du genre Argyroxiphium, l'établissement d'un programme de recherche et d'inventaire afin de mieux comprendre le fonctionnement de ces écosystèmes et enfin des partenariats avec les acteurs voisins du parc dans le but d'améliorer sa protection.

### Autres activités
Outre le tourisme, l'agriculture est la principale autre activité économique pratiquée sur le Kīlauea. Elle est représentée par des cultures tropicales fruitières, noix de macadamia, café, papaye, ou encore florales avec les orchidées.
La roche éjectée par le Kīlauea sert aussi de matériau de construction en ce qui concerne la lave débitée en blocs ou les téphras rejetés lors de l'éruption de 1960 et exploitées dans une carrière à Kapoho,. Cette carrière fournit de la cendre volcanique utilisée pour la construction de routes et dans le cadre de la culture de la noix de macadamia. Le potentiel géothermique est important sur une grande partie du Kīlauea, notamment le long des deux rifts et autour de la caldeira. Cette énergie est exploitée dans le rift Est avec la centrale géothermique de Pahoa, au pied du Puʻu Honuaʻula, depuis juillet 1981,,.

## Démographie

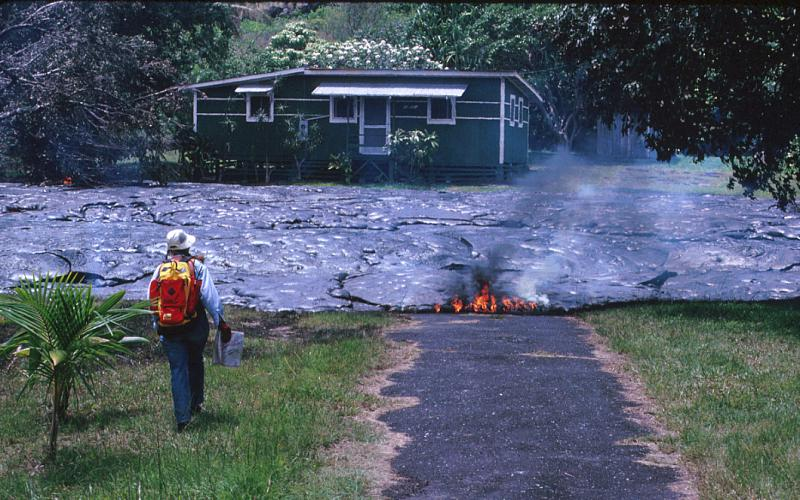
Destruction d'une maison de Kalapana par la lave en 1990.

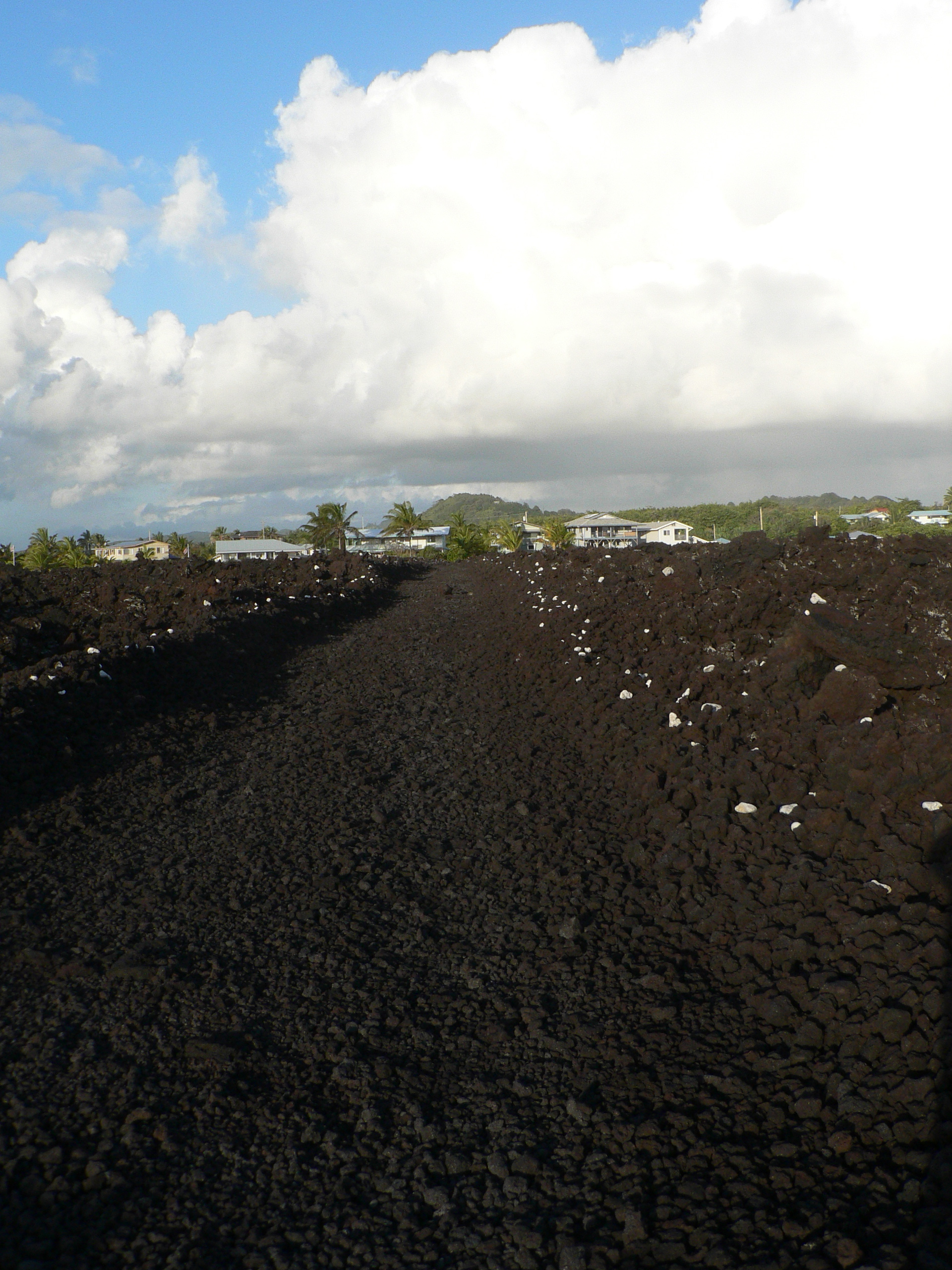
Urbanisation d'une coulée de lave à Kapoho en 2007.

De nombreuses localités relativement peu peuplées sont établies sur le Kīlauea, sur le flanc Nord-Est du volcan. Il s'agit des census-designated place d'Ainaloa, Eden Roc, Fern Acres, Fern Forest, Hawaiian Acres, Hawaiian Beaches, Hawaiian Paradise Park, Leilani Estates, Mountain View, Nanawale Estates, Orchidlands Estates, Pahoa et Volcano. Ces lieux sont étagés le long du flanc Nord-Est du volcan, Hawaiian Beaches se trouvant par exemple sur la côte pacifique, Mountain View à mi-pente et Volcano juste à côté du sommet, à l'extérieur du parc national. Le long de la côte sud-est s'alignent un ensemble de localités non incluses dans une census-designated place ou une incorporated place. Il s'agit, en partant du sud et en remontant vers le nord, de Kalapana, Kaimū, Kehena, Kalapana Sea View Estates, Opihikao, Pohoiki, Pualaa et Kapoho. Elles sont séparées des census-designated place du Kīlauea par la zone 1 correspondant au rift Est du volcan où le risque volcanique est maximal, à l'exception de Leilani Estates située dans cette zone 1. Les autres secteurs du volcan, comprenant le parc national des volcans d'Hawaï et les flancs sud et sud-ouest du sommet jusqu'à l'océan, sont inhabités en raison soit de la protection des lieux, soit du climat, de la nature du sol et de la végétation qui ne permettent aucune culture ou activité économique. La population vivant sur le Kīlauea avoisine ainsi les 40 000 habitants ; Hawaiian Paradise Park sur le littoral est la plus peuplée avec plus de 11 000 habitants tandis que Volcano, la localité la plus proche du sommet compte un peu plus de 2 500 habitants.
Certaines de ces localités ont subi des destructions par les coulées de lave. C'est le cas de Kapoho dont il ne subsiste plus que les quartiers de Koaʻe et de Kapoho Beach depuis 1960 à la suite de l'ensevelissement du bourg principal sous une coulée de lave, de Royal Gardens détruite de 1983 à 2012, de Kalapana entièrement détruite en 1990 mais encore habitée par certains résidents qui y ont reconstruit leurs habitations malgré le danger d'une nouvelle destruction et contre l'avis défavorable des autorités ainsi que de Kaimū partiellement détruite quelques semaines après Kalapana.